# Pompeii
Pompeii ókori római romváros Nápoly közelében, Campania olasz régióban. Eredeti etruszk neve Pompei, népszerűsítő irodalomban és útikalauzokban Pompeji, a közelében elterülő mai olasz város neve Pompei. A város a Vezúv lábánál, lávatalapzaton épült. Valószínűleg az oszkok alapították. Gazdasági és politikai fejlődését jelentősen befolyásolták a Nápolyi-öbölben megtelepült görögök. Az ókori görög művészet hatása néhány templom, helyiség díszítésében és részben magán a várost körülvevő falon is felismerhető. Rövid ideig az etruszkok is birtokolták, majd a szamniszok. Pompeii részt vett a campaniai városok Ókori Róma elleni szövetségében, ennek következtében Kr. e. 89-ben Sulla csapatai megtámadták. Noha szövetségesei segítettek az ostromnak ellenállnia, a város Kr. e. 80-ban behódolt Rómának. Ezt követően Colonia Cornelia Veneria Pompeianorum néven római colonia lett. A Vezúv 79-es kitörése pusztította el. Hatalmas vulkáni hamu- és lapillitömeg lepte be a várost, és teljesen eltemette.
Pompeii első megtalálása teljesen véletlenszerű volt. A 16. században a Sarno-folyó szabályozási munkálatai során bukkantak rá az első falmaradványokra. 1748. április 6-án kezdték meg hivatalosan az ásatásokat Roque Joaquín de Alcubierre spanyol mérnök vezetésével, akinek nevéhez fűződik Herculaneum 1738-as felfedezése is. A rövidesen híressé vált lelőhely kiemelt szerephez jutott az újkori európai kultúra fejlődésében. Napjainkban Olaszország egyik kiemelt turisztikai célpontja, a világörökség része.

## Fekvése

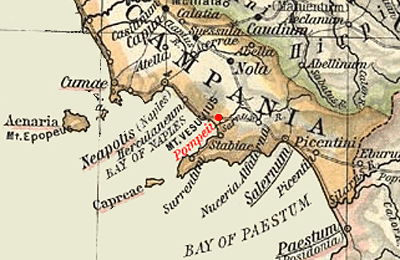
Pompeii és Campania az ókorban

A Nápolyi-öböl környéke 79-ben

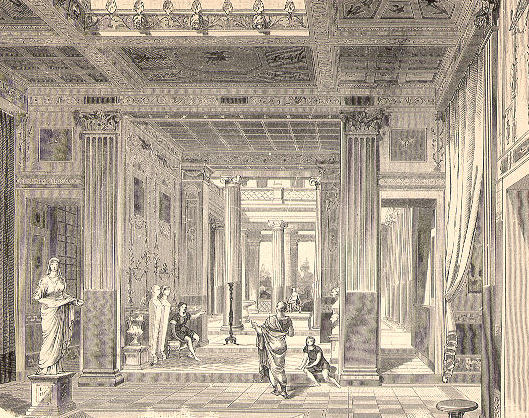
Pompeii ház rekonstrukciója

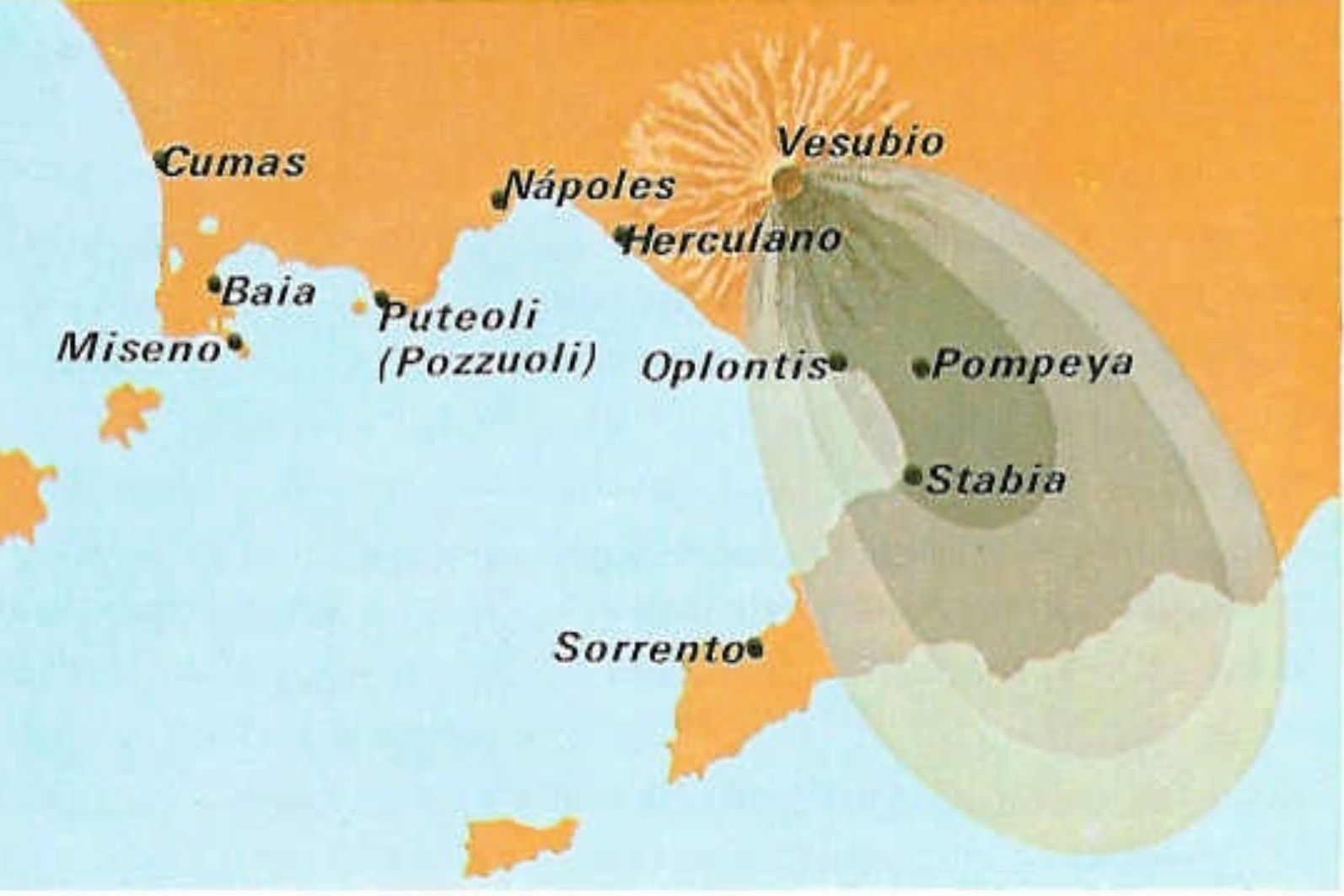
A Vezúv 79-es kitörése által elpusztított terület

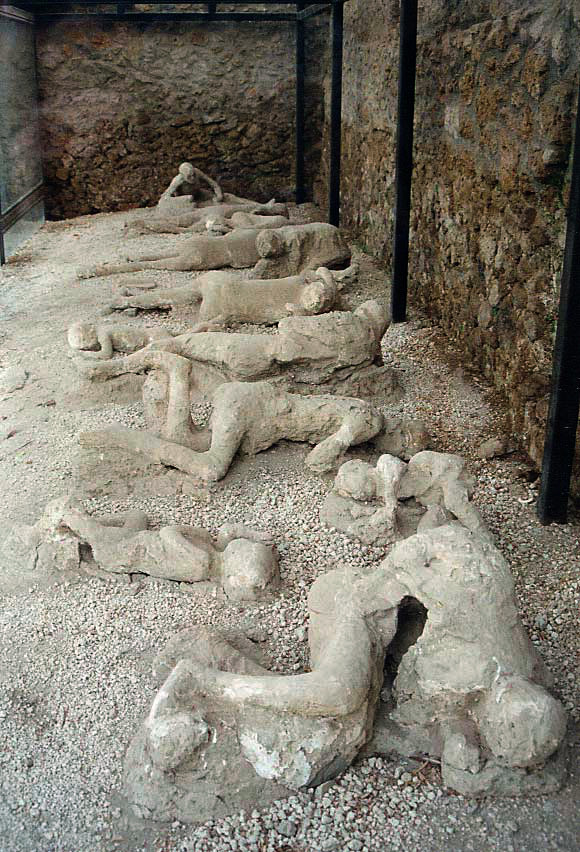
Pompeii áldozatait betemette a vulkáni hamu, maradványaik üreget képeztek benne, amelyek gipsszel kiöntve, szemléletesen mutatják az emberek utolsó pillanatait

Pompeii romjainak a koordinátái é. sz. 40° 45′ 00″, k. h. 14° 29′ 10″40.750000°N 14.486111°E. A Vezúvtól mintegy kilenc kilométerre délkeletre, a Sarno-folyó torkolatától északra fekszik a modern Pompei mellett. A város feltárt területe 662 684 m² (~66,3 hektár).

## Története

### A kezdetektől Róma fennhatóságáig (Kr. e. 6. század – Kr. e. 80)
A várost oszkok alapították a Kr. e. 6. században egy lávafennsíkon, amely a Vezúv egyik régebbi kitörése során keletkezett. Jól védhető, stratégiai fekvése kedvezett a város gazdasági és politikai fejlődésének. A későbbiekben a Dél-Itáliát gyarmatosító görögök fennhatósága alá került, akik kiterjesztették uralmukat a Nápolyi-öböl vidékére is, hatalmas erődöket és kikötőket építve. A város rövid időre az etruszkok uralma alá is került Kr. e. 525–474 között, de miután Cumae-nál legyőzték őket, ismét a görögöké lett. E két népnek a terület birtoklásáért folytatott harcának a színre lépő harmadik, a szamnisz-civilizáció vetett véget. Nekik sikerült a többi campaniai város mellett Pompeiit is meghódítaniuk; lakott részét újjáépítették és kibővítették. A régészeti ásatások számos szamnisz építményt, valamint feltételezhetően ugyanahhoz az időszakhoz tartozó különböző szobor- és falfestménymaradványokat hoztak napvilágra.
Pompeii részt vett a campaniai városok Róma elleni szövetségében, ennek következtében Kr. e. 89-ben Sulla csapatai megostromolták. Noha szövetségesei segítettek az ostromnak ellenállni, a város Kr. e. 80-ban behódolt Rómának. Ezt követően Colonia Cornelia Veneria Pompeianorum néven római colonia lett. A város fontos állomás volt azon az útvonalon, amelyen a tenger felől érkező árukat Róma és Dél-Itália felé továbbították (Via Appia).

### A birodalom részeként (Kr. e. 80 – Kr. u. 62)
Kr. e. 80-ban, miután Lucius Cornelius Sulla elfoglalta, a város a Római Köztársaság része lett. Ebben és az ezt követő másfélszázados időszakban a város nagyszabású infrastrukturális fejlesztéseken esett át, amelyek legtöbbje Augustus császár uralkodásának idejére tehető. Ekkor épült fel az amfiteátrum, a palaisztra a központi úszómedencével, ugyancsak ekkor készült 25 városi kút, négy városi fürdő, valamint a várost vízzel ellátó vezetékrendszer.
A számos fennmaradt freskó alapján betekintés nyerhető a lakosság mindennapjaiba. A pompeii művészeti korszakok hozzásegítettek a kor művészeti életének megértéséhez, amelyet az erotika, a fallikus kultusz jellemeztek. A nagyszámú lelet legértékesebb darabjait ma a nápolyi Nemzeti Régészeti Múzeumban őrzik.
Pompeii mindennapjai rendkívül mozgalmasak voltak, ezt a legkisebb, legjelentéktelenebb leletek is bizonyítják. Példa erre a Sirico háza bejáratánál talált felirat „Salve, lucru”, ennek jelentése Üdvözlet, pénz, amely humorosan jelzi, hogy az épület tulajdonosai kereskedők voltak. Más házakon is találhatók az egykori tulajdonos mesterségére utaló nyomok. A boros korsókon talán a világ első marketinges szójátéka olvasható: Vesuvinum, amely a Vesuvius (Vezúv) és a vinum (bor) latin szavak kombinációja. A Via dell’Abbondanza épületein korabeli latin nyelvű graffitik is láthatók.
A városnak virágkorában kb. 20 000 lakosa volt. Pompeii és környéke a rómaiak egyik kedvenc üdülőhelye volt, erről tanúskodnak a környező településeken feltárt villák is.

### 62–79 között
Pompeii és a környező települések lakói hozzászoktak a gyakori földrengésekhez, amelyek nem keltettek pánikot. Ezt ifjabb Plinius írásaiból tudjuk.
62. február 5-én erős földrengés rázta meg a vidéket, súlyos károkat okozva a kikötőben és a városban. A délutáni órákban bekövetkezett rengés az utólagos becslések szerint, a Richter-skála szerint 5-ös és 6-os közötti erősségű lehetett.
A lakosság éppen Augustus császár ünneplésére készült, ugyanakkor a város patrónusának ünnepe is erre a napra esett. A földrengést általános pánikhangulat követte, amit csak tetőztek az olajlámpák által okozott tüzek. A közeli Herculaneum és Nuceria városait szintén érintette a földrengés pusztító ereje, amelynek következtében számos templom, lakóház, híd, valamint út elpusztult. A feltételezések szerint szinte a város összes épülete megrongálódott. A földmozgást követő napokban a városban anarchia dúlt, általános jelenséggé vált a rablás, fosztogatás, a lakosokat pedig éhínség gyötörte.
Ezután végeztek ugyan újjáépítési munkálatokat, de a földrengés által okozott teljes kárt nem sikerült felszámolni. Nem létezik adat arról, hogy ebben az időszakban hány ember hagyta el a várost és költözött a birodalom más vidékeire. A lassú újjáépítési folyamatot a további kisebb földrengésekkel magyarázzák, amelyek a Vezúv 79-es kitörése idejéig egyre gyakrabban jelentkeztek. Akiknek nem volt idejük elmenekülni a városból, azok elsősorban összedőlt házukban haltak, vagy a másodjára belélegzett lávakőportól fulladtak meg.

### A Vezúv kitörése
79. augusztus 24-én (de 2018 óta inkább az október 24-i datumot valószínűsítik) a Vezúv kalderáját évezredekig elzáró lávadugó váratlanul, iszonyú erővel kidobódott Campania derült egére. A tűzhányó mintegy húsz kilométernyi magasságba lövellte a kőtörmeléket, és fülsiketítő égzengés kíséretében felrobbant a hegy csúcsa. Az eget elsötétítette a vulkáni hamuból képződött sötét felhő, amely azután három napig gomolygott a katasztrófa színhelye fölött. Pompeiit 7–8 méter vastag hamuréteg fedte be, s a borsószemnyitől a mogyorónagyságig terjedő kövek szüntelenül hulló zápora temette el.
A kitörés dátuma eddig is kérdéses volt, mert egyetlen forrásunk volt rá Plinius, miközben ősszel érő gyümölcsök, és használatban lévő parázstartók kerültek elő a vulkáni hamu alól. Egy 2018-ban előkerült graffiti alapján a kitörés október 24-én történhetett.
A plíniuszi augusztusi napon rossz ómenként pont vulcanalia volt, Vulcanus ünnepe. A kitörésről ifjabb Plinius (akinek nagybátyja, idősebb Plinius a misenumi flotta parancsnoka volt a kitörés pillanatában és aki a mentési munkálatok során vesztette életét) részletesen beszámolt Tacitus római történetíróhoz írt levelében, így ez a legjobban dokumentált kitörés az ókorból.
A rómaiak tudták ugyan, hogy a Vezúv vulkán, de kialudtnak vélték. Mint ahogyan az ifjabb Plinius leveléből is kitűnik, Misenum lakosai látták ugyan a kitörés során feltörő felhőt, de nem tudták beazonosítani, melyik hegyből származik. Ez is azt mutatja, hogy a Vezúv nem ártalmas vulkánként élt a köztudatban.
A 2. században élt Cassius Dio is leírja – utólagos beszámolók nyomán – a kitörés történetét, s noha írásába bevisz némi fantasztikumot is, krónikája mégis valószerűnek tűnik. Innen tudjuk, hogy a kitörés idején Pompeii lakossága a pincékbe húzódott a kőzápor elől. A befelé lejtősre épített római tetők tölcsérként ömlesztették a lapillit a házak udvarába. A hatalmas súly alatt a tetőzet hamar beomlott, ha addig egyáltalán ellenállt a gyakori földrengéseknek. Az utcákat magas lapilli- és hamuréteg borította, ami lehetetlenné tette az ajtók és kapuk kinyitását, így aki pincébe menekült, kijönni többé már nem tudott. A lapilliből és vulkáni hamuból álló réteg, aminek szintje néhány ház falán látható, elég forró volt ahhoz, hogy megolvassza a falfestményeket védő viaszréteget. A lakosság nagy része a Vezúvval ellentétes irányba, a Sarno-folyó felé menekült, ahol utolérte őket a vég (számos csontvázat és jelentős értéket találtak az itt végzett ásatások során).
Pompeii végzetét, Herculaneummal ellentétben nem a láva okozta, hanem a vulkánból kivetett hamu és lapilli, amik vastag rétegben rakódtak le a városban, teljesen betemetve azt.

## Az ásatások története
Az első leletekre 1592-ben bukkant rá Domenico Fontana, nápolyi mérnök, aki a Sarno-folyó csatornázási munkálatait vezette. Ekkor kerültek a felszínre az első márványtáblák, érmék, amelyek iránt akkoriban nem volt nagy tudományos érdeklődés. A területet, amelyet a 79-es kitörés után gyéren laktak, a helybéliek La Cività (azaz A város) név alatt emlegették, mindez arra utal, hogy a lakosság emlékében megörződött a tudat, hogy azon a helyen hajdan város állott.
D’Elboeuf herceg, miután felkeltette figyelmét a leletek híre, nagyobb birtokot vásárolt ezen a területen és terv nélküli ásatásokba kezdett, amelyek során három márványszobrot talált, ezek később A drezdai nők név alatt váltak ismertté. A szobrokat Savoyai Jenő osztrák herceg vásárolta meg, majd a II. Frigyes Ágost szász választófejedelem tulajdonába kerültek, és ő drezdai szállíttatta őket (innen az elnevezésük). A szobrok iránt nagy érdeklődést mutatott a fejedelem lánya, Mária Amália, aki miután nápolyi királyné lett, rávette férjét az ásatások folytatására.
Az ásatásokat hivatalosan 1748 áprilisában kezdték meg Rocque Joaquín de Alcubierre spanyol mérnök vezetésével, akinek nevéhez fűződik Herculaneum 1738-as felfedezése is, illetve segédkezett d’Elboeuf herceg ásatásainál is.
Az ásatások kezdetben sikertelenül haladtak, csak néhány, kevésbé jelentős lelet került a felszínre. Ennek következtében Alcubierre visszatért a herculaneumi ásatáshoz. A munkálatokat négy év szünet után ismét elindították, ezúttal a Herculaneumi Akadémia felügyelete alatt. Elsősorban szobrokat, ékszereket és freskókat kerestek, amelyeket az erre a célra Porticiben felépített múzeumban helyeztek el.
1763-ban egy táblát találtak, Respublica Pompeianorum felirattal. Ekkor sikerült a várost véglegesen beazonosítani. Attól az évtől a feltárások helyszíne látogathatóvá vált a nagyközönség számára. Az első nagyobb kiásott épületek a nagy színház, Ízisz temploma, a Herculaneumi kapu és a Diomédész-villa voltak.

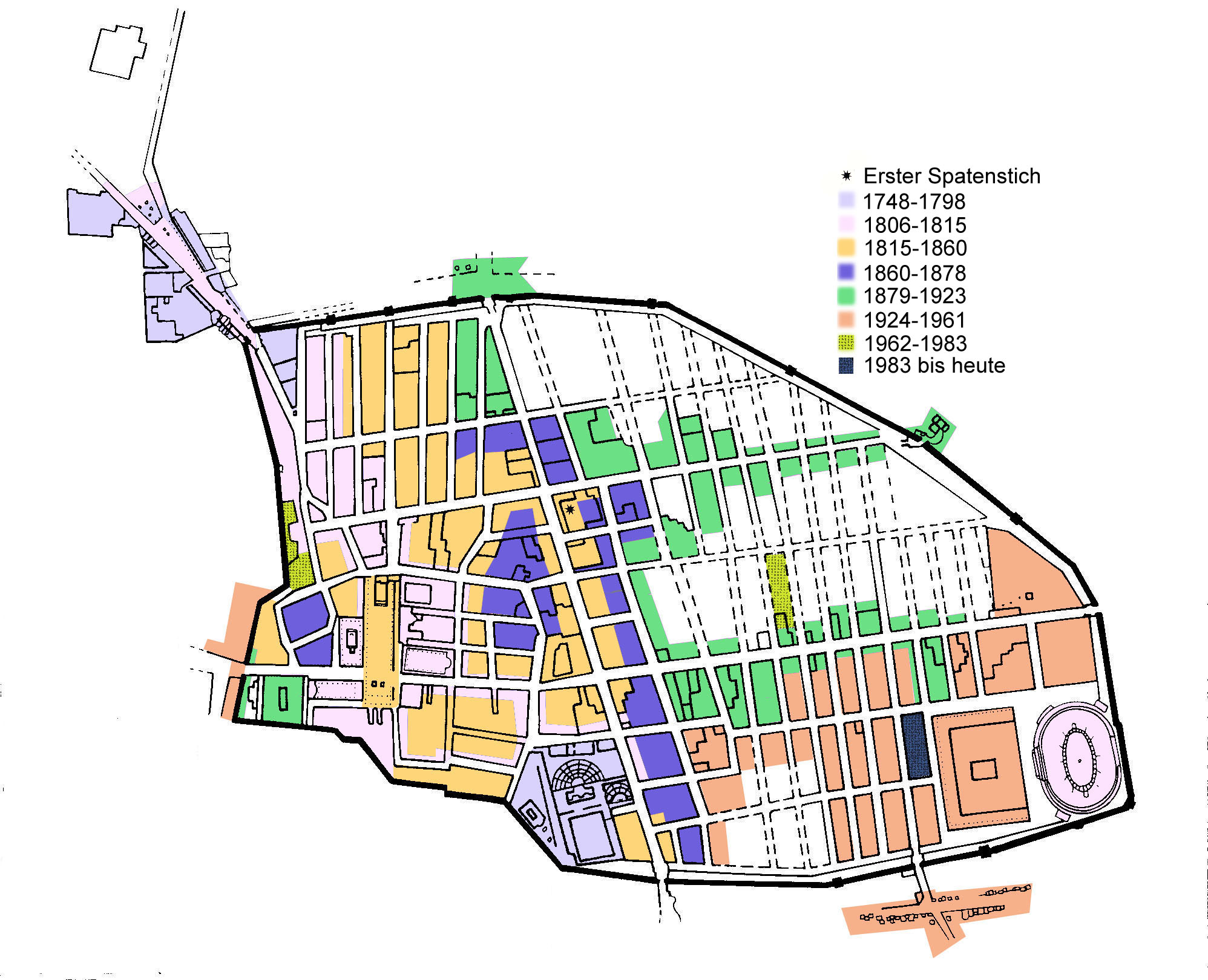
Az ásatások története

III. Károly, majd IV. Ferdinánd nápolyi király a kiásott leletek nagy részét Európa többi uralkodójának ajándékozták. Először Johann Joachim Winckelmann ásatásvezető tiltakozott a királyi udvar e gyakorlata ellen. Az európai arisztokráciában ekkor nagy divat volt az Antichità di Ercolano (Herculaneum antikvitása) nevű képes album, a különféle régészeti kincsek egyfajta leltára. Ezekben a könyvekben számos, később elveszett vagy elpusztult emléket is dokumentáltak.
Winckelmann munkásságának köszönhetően megnőtt a leletek iránti érdeklődés, és a rómait is sikerült az európai kultúra részeként elfogadtatnia. Ebben az időszakban olyan hírességek látogattak el Pompeiibe, mint Goethe és Mozart.
A feltárás folytatását nagyban segítette a Nápolyi Királyság francia megszállása 1806 és 1815 között. A francia mérnökök tervszerűen megszervezték az ásatást, amin mintegy hétszáz munkás dolgozott. Felszínre hozták a fórum nagy részét, a Via Mercurio, valamint a Via del Foro épületeit. A franciák távozásáig azonban nem sikerült a teljes városfalat kiásni. A távozásuk utáni időszakban az ásatáshoz sosem volt elég pénz, így a munka lassan haladt. Ebben az időszakban találták meg a faun házát, a tragikus költő házát és a Dioszkuroszok templomát.
A munkálatok az új Olasz Királyság korszaka alatt, 1863-ban folytatódtak, amikor Giuseppe Fiorellit bízták meg az ásatás vezetésével. A technika fejlődésével hatékonyabbá vált Pompeii feltárása. Fiorellinek köszönhetők a híres lenyomatok: gipszet fecskendezett be az egykori élőlények alakját megőrző üregekbe, majd miután az megkötött, lebontotta róluk a megkeményedett hamuréteget. Ő osztotta fel a várost negyedekre és épülettömbökre (insulae), és ő számozta meg a bejáratokat is. Ekkor jelent meg időszakosan a Giornale degli Scavi című kiadvány, amely az ásatások helyzetéről tájékoztatta a közönséget.
A felszínre hozott épületek többségét Fiorelli utóda, Michele Ruggiero restaurálta. Ekkor ásták ki teljesen a nyugati városrészt.
1889-ben Friedrich von Duhn régész és Louis Jacobi műépítész találta meg a város alatti rétegekben a Kr. e. 6. századi dór templom maradványait. 1907 és 1911 között találtak a város falain kívül két szamnisz-kori nekropoliszt (Kr. e. 5. század). A Via dell’Abbondanzát teljes hosszában 1911 és 1924 között ásták ki Vittorio Spinazola felügyelete alatt. Ő újjáépíttette az útra néző épületek homlokzatát és tetejét, ami tudományos körökben heves vitát váltott ki. Az értékes freskók és mozaikok megvédésére kis cseréptetőket építettek, figyelmen kívül hagyva a helyiségek belső magasságát, illetve az esetleges emeleteket. Ekkor szervezték meg a romok kivilágítását és a belső udvarok beültetését is.
A második világháború során a szövetségesek egyik felderítő repülőgépének személyzete állítólag náci hadosztályt észlelt Pompeii romjai között. A szövetséges parancsnok elrendelte a romváros bombázását, s ennek során romba dőltek a város több mint kétezer éves épületei. A helybéliek elbeszélése szerint a bombák az akkor éppen működésben levő Vezúvot is elérték. Szerintük ez okozta a tűzhányó legutóbbi nagy kitörését, 1944-ben. Csak utólag derült ki, hogy a kiküldött felderítő tévedett.
Az 1920-as évek óta Amedeo Maiuri vezette az ásatásokat, közel 40 éven keresztül. Munkássága idején tárták fel az utolsó épületeket és a városfalakat. A leletek megóvását azonban erősen elhanyagolták, ami a későbbi régészeti vezetőknek nagy gondot okozott. Az 1980-as földrengés erősen megrongálta Pompeii épületeit, de gyorsan helyreállították őket. Ebben a periódusban került a felszínre a Nocerai-kapu.
2020-ra a város közel kétharmadát már kiásták. Az intenzív, nagy felületű feltárásokat leállították, a régészek inkább rekonstruálják és dokumentálják a már feltárt épületeket. A legértékesebb leleteket a nápolyi Nemzeti Régészeti Múzeumban, illetve a helyszínen kialakított bemutatóhelyen őrzik.
2023 márciusában a feltáratlan egyharmadra birkanyájat telepítettek, hogy a romokat megóvják a növényzet okozta eróziótól.

## A város infrastruktúrája

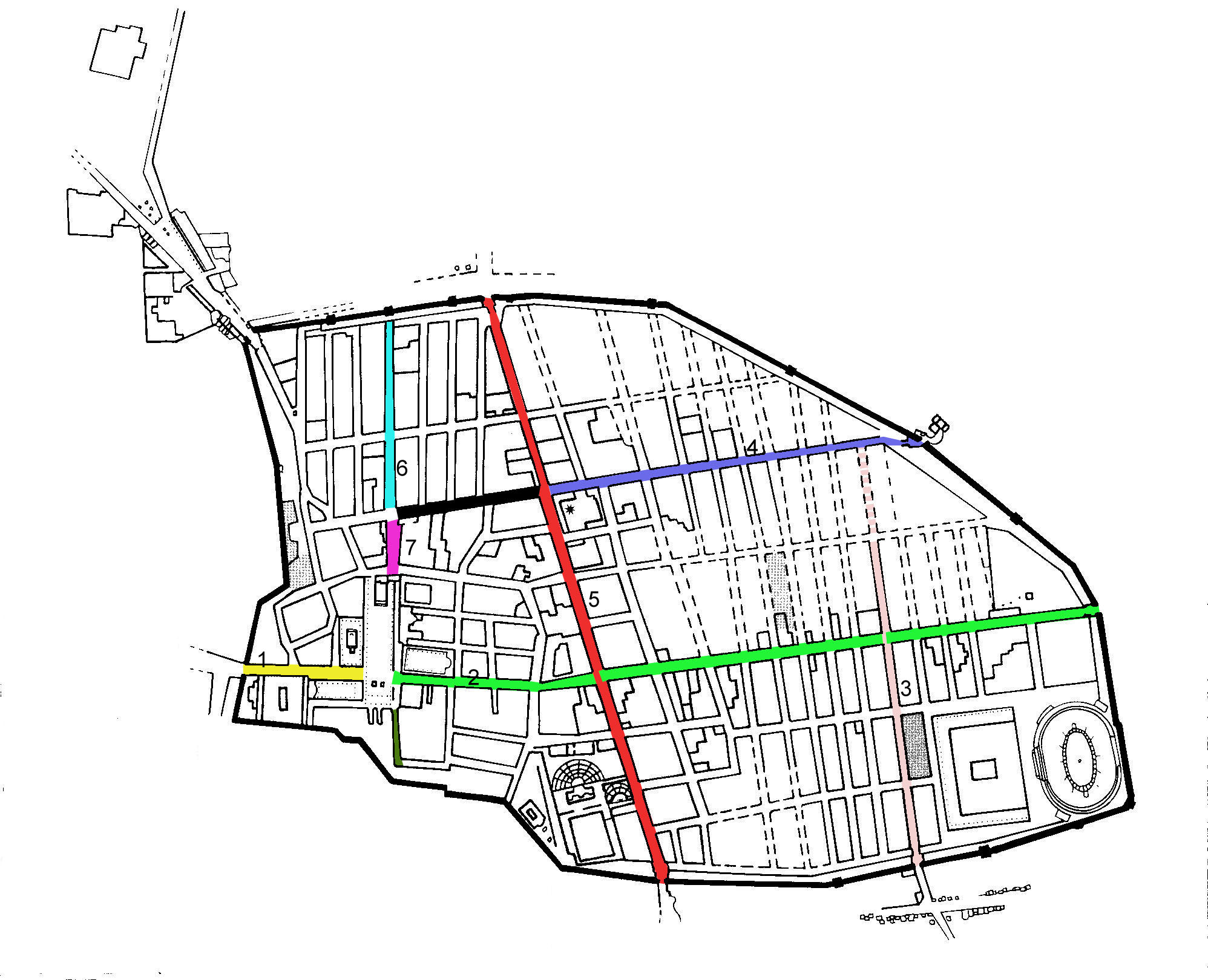
Pompeii főutcái: 1. Via Marina; 2. Via dell'Abbondanza; 3. Via di Porta Nocera; 4. Via di Nola; 5. Via di Stabia; 6. Via di Mercurio; 7. Via del Foro

### Utcák, kapuk, városfalak
Az első beépített terület (a fórum és környéke) a ma látható város délnyugati részén alakult ki, nagyjából rácsos utcaszerkezettel. A későbbi főutcák innen indultak ki. Ez arra enged következtetni, hogy a város bővítését tudatosan tervezték és alakították.
Pompeiit öt főutca (decumanus) szeli át:
- a Nocera Inferiore
- kelet–nyugati irányban a Porta Marina és a fórum között a Via Marina, valamint a fórum és a Sarnói-kapu között a Via dell’Abbondanza. Ezzel párhuzamosan a város északi részében a Nolai-kapu irányában a Via di Nola
- észak–déli irányba a fórumtól indul a Via del Foro, amely a Via di Mercurióban folytatódik. Ezzel párhuzamos a város keleti részében a Via Stabiana és a Via di Nocera, amely a Nocerai-kapuba torkollik.

A város fő kapuja a Porta Marina volt, amely a város nyugati falai mentén található, a kikötő felé vezető úton. Szintén a nyugati oldalon van a Herculaneumi-kapu. A déli városfalak mentén pedig a Stabiai-kapu, a Nocerai-kapu, a nyugati oldalon a Sarnói-kapu, valamint a Nolai-kapu. A város északi oldalán csak a Vezúvi-kapu található.
Noha a város utcahálózata szabályosra volt tervezve, figyelembe véve az észak–déli irányú főtengelyt, mégis észrevehető, hogy a mellékutcák egy-egy főutca elhelyezkedését követték: így például a város északnyugati részében az utcák a Via di Mercurióval, míg a délnyugati városrészben a Via Stabianával párhuzamosak. Az óváros megépítése után először északi irányban terjeszkedett a város, majd később keleti irányban, két ütemben. Feltehetően a legutolsó városbővítés azután következett be, hogy Hannibal seregei Kr. e. 215-ben elpusztították Nuceriát, amelynek lakói Pompeiibe költöztek át.
A várost védő első falakat a Kr. e. 6. században építették. Ezeket a Kr. e. 5. század során elbontották, és helyettük jóval masszívabb, dupla falat építettek. Az ásatások során felfedezték, hogy létezett egy korábbi fal is, amely a fórumot és környékét védte, s ezt valószínűleg egy második védelmi vonalnak szánták. A várost védő falak végső formájukat a római fennhatóság alatt nyerték el. Ekkor épültek meg a Sarnói- és a Nocerai-kapu, valamint a fal 12 bástyája. A városban nem voltak zsákutcák, ami megkönnyítette a falak elérését fenyegetettség idején.
Az úttesteket, amelyeket nagy kőlapokkal burkoltak, elsősorban teherhordó állatok és szekerek használták, a járókelők számára járdákat alakítottak ki a főutcák mindkét oldalán. Ugyancsak a járókelők számára, az utca egyik feléről a másikra való átkelés könnyítése érdekében nagy kődarabokat fektettek le keresztben az úttesten. Ez hasznos volt, elsősorban esős időben, amikor a csapadékvíz az utcákon folyt le.
Az utcák neve újabb keletű, de valószínűleg egyes utcanevek már az ókorban is megvoltak (pl. a Via del Foro):
- A Via dell'Abbondanza (Bőség útja) a város főutcája, amely a fórumtól a Sarnói-kapuig tart. Nevét az utcán található kút után kapta, amely a bőséget jelképezi teli kosarat tartó nőalakkal. A 600 m hosszú út mentén volt a város kereskedelmi központja, a legtöbb kézműves manufaktúra, kis üzlet, kocsma. Az utcára néző épületeket restaurálták: újraépítették a cseréptetőket, az ajtókat is helyreállították.
- A Via Stabiana a város észak–déli irányú főutcája merőleges a Via dell'Abbondanzára. A burkolatában látható mély szekérnyomok arra engednek következtetni, hogy egykoron a város legforgalmasabb utcája volt.
- A Via dei Sepolcri (azaz a Sírok útja), a Herculaneumi kaputól kiinduló út mentén találhatók Pompeii legismertebb és legépebben fennmaradt sírkamrái.
- A Porta Marina a város leghíresebb kapuja. Nevét onnan kapta, hogy a tengerpart felé vezető út kiindulópontja volt. Ugyanakkor Porta Neptunia néven is ismert, minthogy a közelében található Neptunus kis temploma. Egy két részre osztott boltív alkotja: egyiket a járókelők, míg a másikat az állatok és szekerek használták.
- A Porta di Nola (Nolai-kapu) nagyrészt tufából épült, kivéve a külső oldalát, amely mészkőből áll. Ugyancsak mészkőből épült a kaput védő két előbástya is, ezeket falakkal kötötték össze a tulajdonképpeni kapuval. Támadás esetén, amennyiben az ellenségnek sikerült a védőbástyákon túljutnia, ezen a szűk utcán a városvédőknek még egy lehetőségük adatott a visszaverésükre. A kapu két oldalán lépcsők vezetnek fel a városfalakra. A kaput Minerva fejszobra díszíti.
- A Porta di Stabia (Stabiai-kapu) a város legrégebbi kapuja. A kapunak a Nolai-kapuhoz hasonló védelmi rendszere volt.
- A Porta Vesuvius (Vezúvi-kapu) – a város egyik legfontosabb kapuja volt a Via Stabiana északi végében. A 62-es földrengésben súlyosan megrongálódott, a Vezúv 79-es kitörése idején még újjáépítés alatt volt. A kapu mellett található a Castellum Aquae, egy víztartály, ennek segítségével az akvadukton keresztül érkező vizet a városban szétosztották.

### Vízellátás, csatornázás
A város lakói számára a szükséges vízmennyiség biztosítása volt az egyik legnagyobb feladat. Csak a Sarno-folyó, illetve a Vezúv forrásaiból tudták biztosítani a vizet, amit föld alatti ciszternákban gyűjtöttek össze. Kutak ásása nehézkes volt, nagyon mélyre kellett fúrni (pl. a Herculaneumi-kapu melletti kút 35 m mély volt). A városban található kutak elsősorban útkereszteződéseknél épültek.
A Kr. e. 1. században megépítették a várost ellátó vízvezetéket is. Ez a vezeték a Vezúv keleti oldaláról induló Serino-vezeték egyik leágazása volt. A pompeii vezeték a városig nagyrészt föld alatt haladt és a várost a legmagasabb pontjánál érte el, a Vezúvi-kapunál. Itt egy elosztóépületet (Castellum Aquae) építettek, ahonnan három vezetéken keresztül juttatták el a vizet a város különböző részeibe. Az elosztó vezetékek ólomból készültek és legnagyobb átmérőjük 30 cm volt. Az első vezeték a közterek vízellátását biztosította, a második a termákét, míg a harmadik a magánházakét. Az utóbbi kettőt vízhiány esetén le lehetett zárni. A vizet egy nyomótartályrendszeren keresztül tudták továbbítani (ezekből ezidáig 13 darab ismert), amelyek általában 6 m magasan helyezkedtek el, és a vezetékekhez hasonlóan, ólomból készültek. Legfontosabb szerepük a víznyomás megtartása volt. A magas víznyomás és a vezetékek anyaga miatt gyakoriak voltak a csőtörések, amit a gyakori javítási nyomok bizonyítanak. A vízellátás komplex rendszerével ellentétben a város csatornázási rendszere egyáltalán nem volt kiépítve. Mivel a város lejtős vidékre települt, a szennyvizet és a csapadékvizet az utcára engedték, ahol az gravitációsan elfolyt.

## Közigazgatás

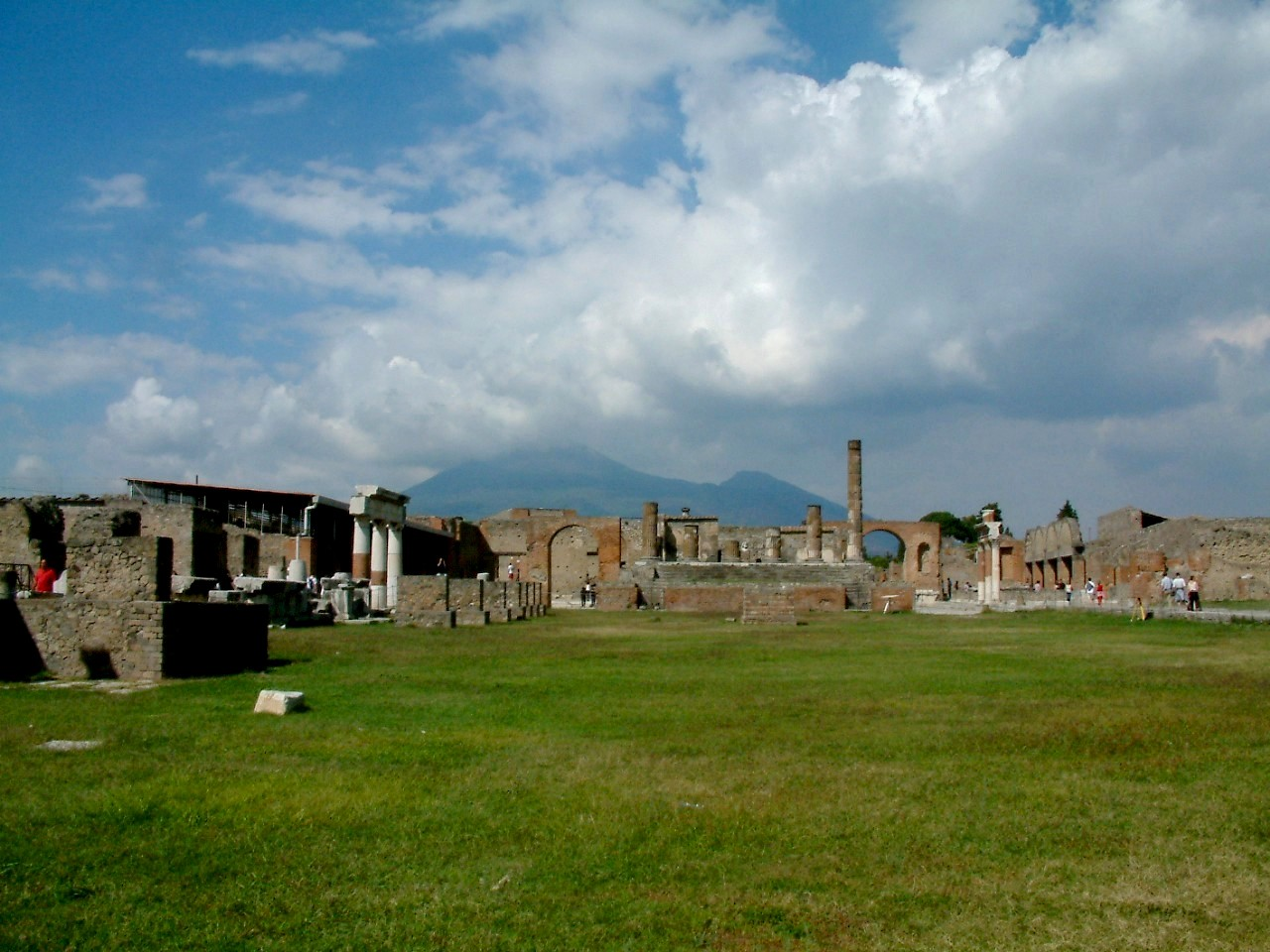
A fórum, középen Jupiter templomával

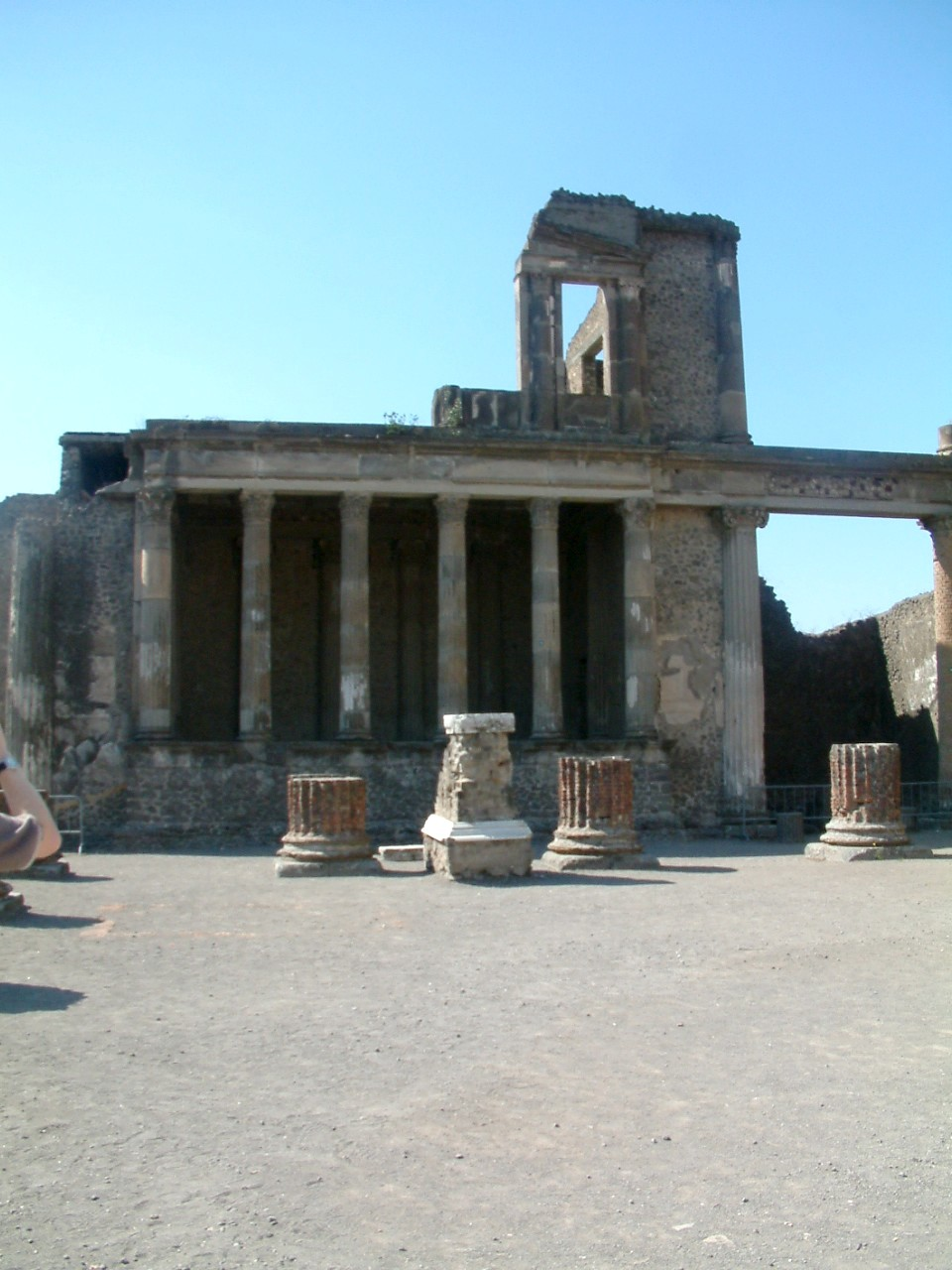
A bazilika

Pompeii városában három igazgatási szerv működött:
- a népgyűlés vagy populus
- a tízek tanácsa vagy ordo decurionum
- négyek tanácsa: két duumviri iure dicundo és két aedilis

A populus – amelyet a város szabad férfi lakosai alkottak – választotta meg a magistratusokat és a papokat, illetve jóváhagyta a tízek tanácsának határozatait. Ez utóbbi ellenőrizte a város életének minden szektorát. Tagjai jó hírnévnek örvendő, jó mesterséget űző, gazdag városlakók lehettek. A négyek tanácsának tagjait évente újraválasztották és elsősorban jogalkotási és bíráskodási szerepük volt, ugyanakkor ők felügyelték a város pénzügyeit is. A különböző tisztséget betöltő magistratusok nem kaptak tiszteletdíjat.
- A fórum 32 m széles és 142 m hosszú, négyszög alakú tér, amelyet három oldalról árkádok határoltak. A város politikai és vallási központja volt. A szamniszok idejében az árkádokat két sor, nucerai kőből épített dór oszlopsor tartotta. A mai (egysoros) kialakítását a római időkben nyerte el. A tér nyugati oldalán található a suggestum, amelyről a szónokok beszéltek a néphez. A déli árkádsor előtt több talapzat is látható, amelyeken a város egykori hírességeinek szobra állt. A fórum északi oldalát Jupiter temploma zárja, mindkét oldalán egy-egy diadalívvel.[29]
- A közigazgatási hivatalok épülete a fórum déli oldalán helyezkedik el. Itt voltak a városi hivatalnokok és bírák irodái. A 62-es földrengés lerombolta, de hamar újjáépítették az eredeti terveknek megfelelően.[29]
- A gyűlésterem a fórum délkeleti oldalán található. Valószínűleg ebben az épületben tartották meg a városi választásokat. A voksolók észak felől közelíthették meg öt bejáraton keresztül az épületet, majd a nyugati oldalon távozhattak, szintén öt kijáraton át a Via dell'Abbondanza irányában. Az épület déli oldalán egy tribün található, ahonnan a megbízott városvezetők figyelhették a szavazás lefolyását. A belső falakat és a padlót eredetileg márványburkolat díszítette.[29]
- A bazilika a legjelentősebb épületek egyike Pompeiiben. A város egykori bíróságának adott otthont, illetve gazdasági életének központja volt. Az épület görög építészeti vonásokat mutat, feltehetően Kr. e. 120-ban építették az oszkok. Belsője háromhajós kialakítású, öt bejárattal.[29]
- Nero diadalíve, a fórum felől tekintve, Jupiter templomának bal oldalán található.[29]
- 'Caligula diadalíve Jupiter templomának jobb oldalán látható, az északi falak felé vezető főút mentén.[29]
- A háromszögletű fórum (Forum Triangolare) Pompeii déli oldalán található. A bejáratát jón oszlopok díszítik. A fórumot 95 dór oszlop fogja közre, kivéve a déli oldalon, ahol a nagyszerű kilátásnak állták volna útját. A város „szórakoztató negyedének” részét képezi, mely magába foglalja Ízisz és Iuppiter Meilichius templomát illetve a színházakat.[29]

## Lakóházak

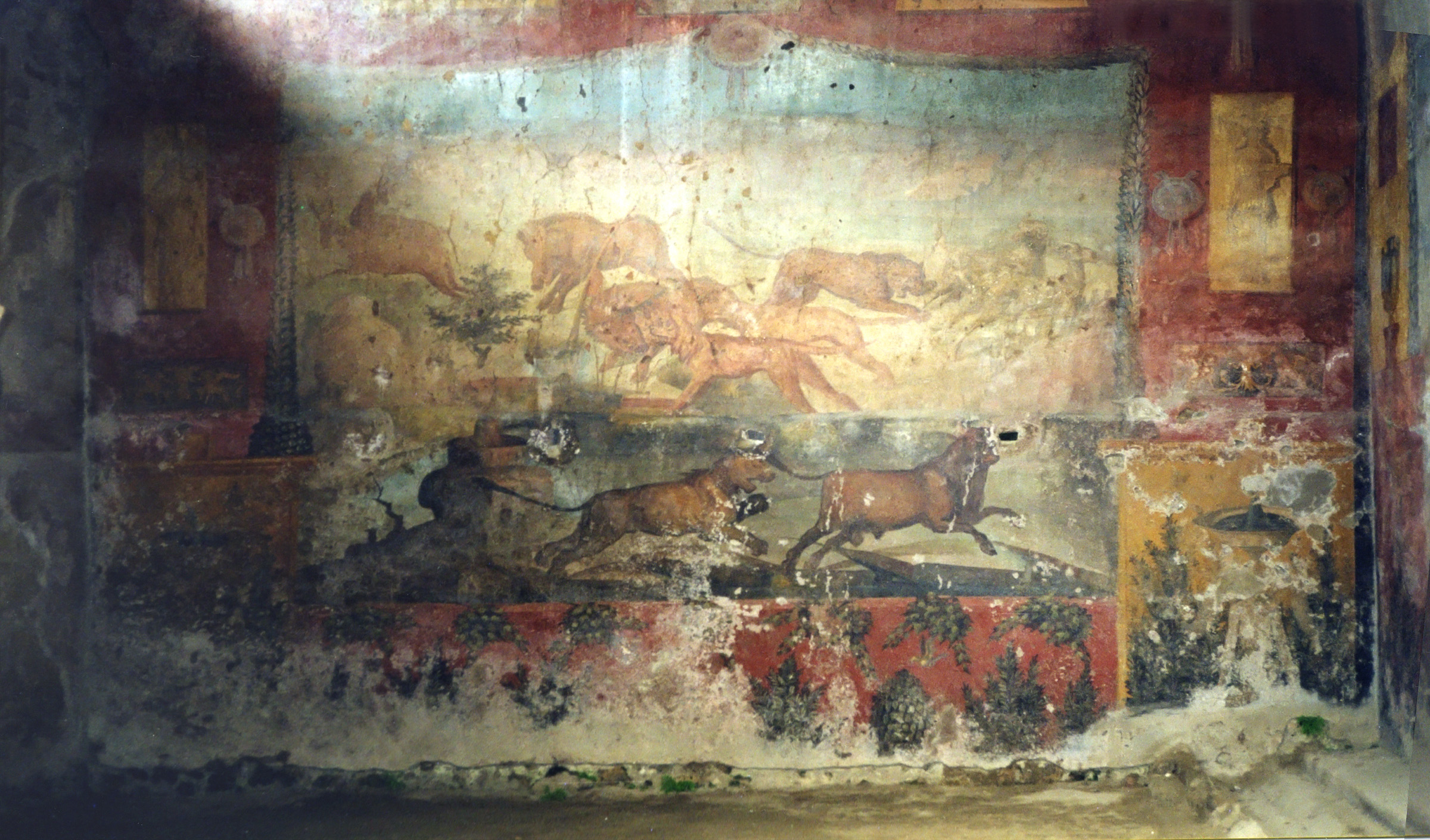
Ceius háza: freskó

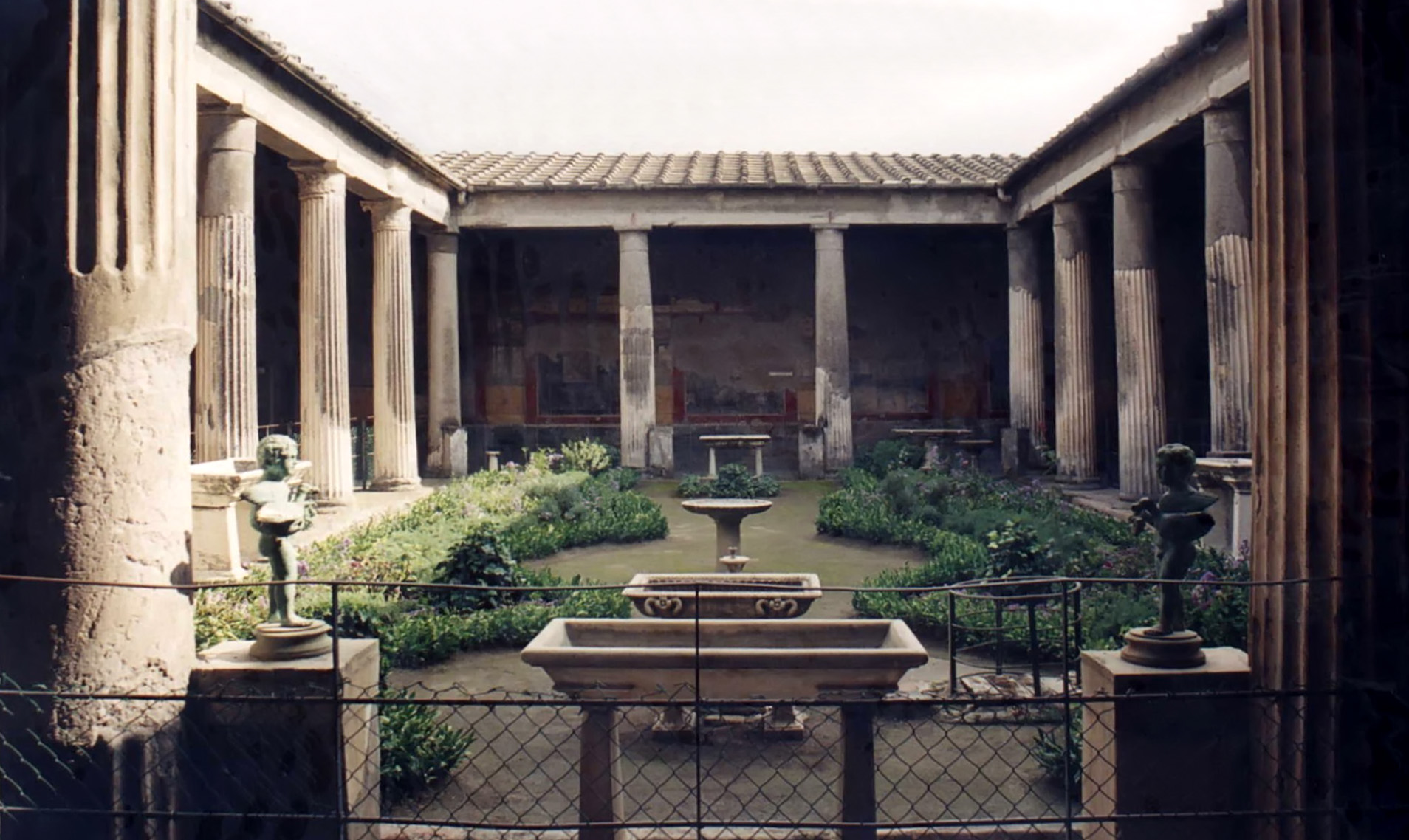
A Vettiusok háza: belső udvar

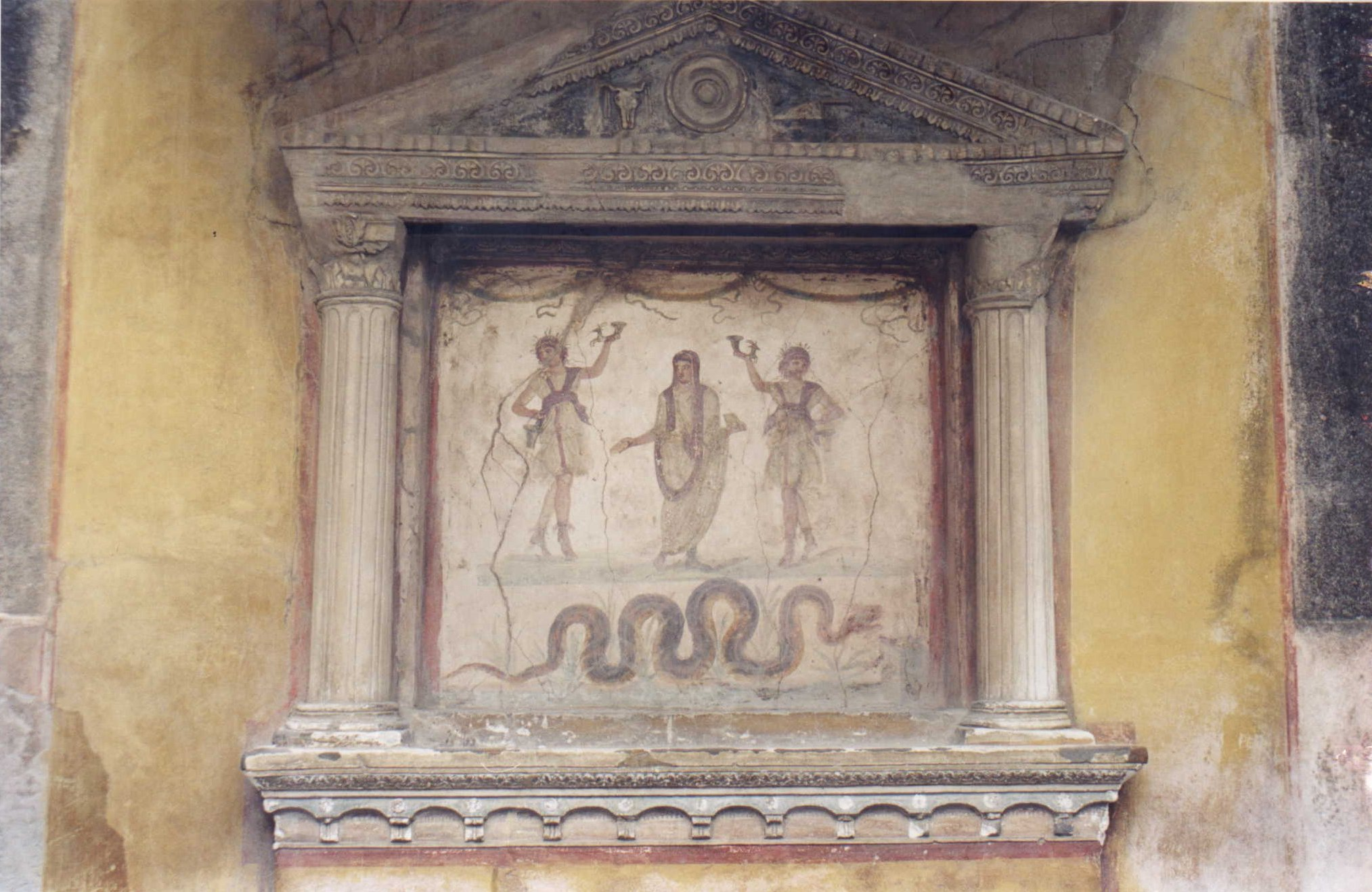
A Vettiusok háza: házioltár

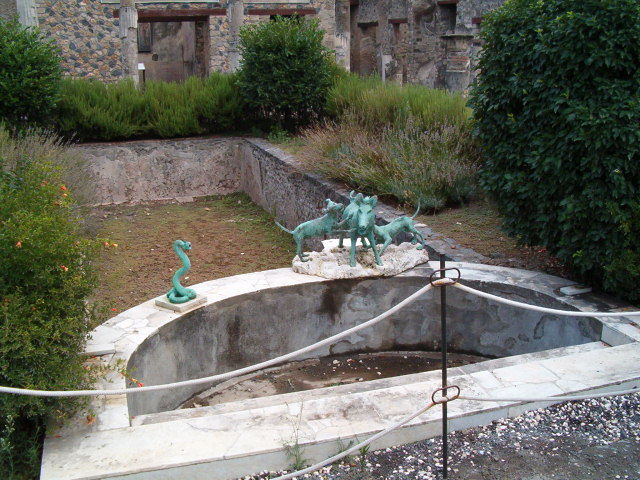
A vaddisznó háza

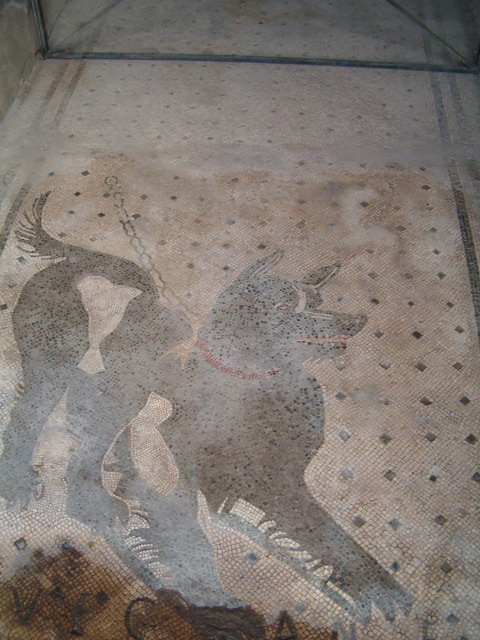
A tragikus költő háza: a kutya-mozaik

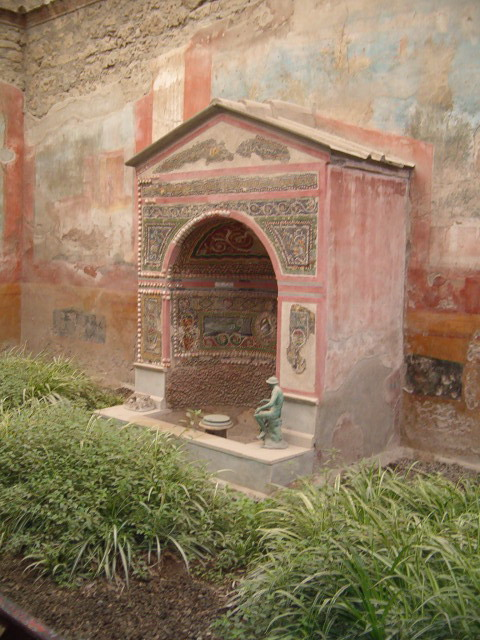
A kis kút háza

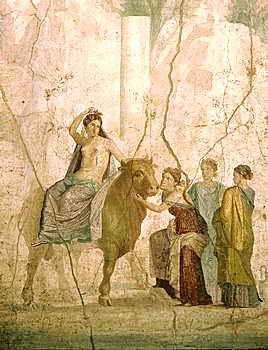
Az Európa-hajó háza: Európa elrablását ábrázoló festmény

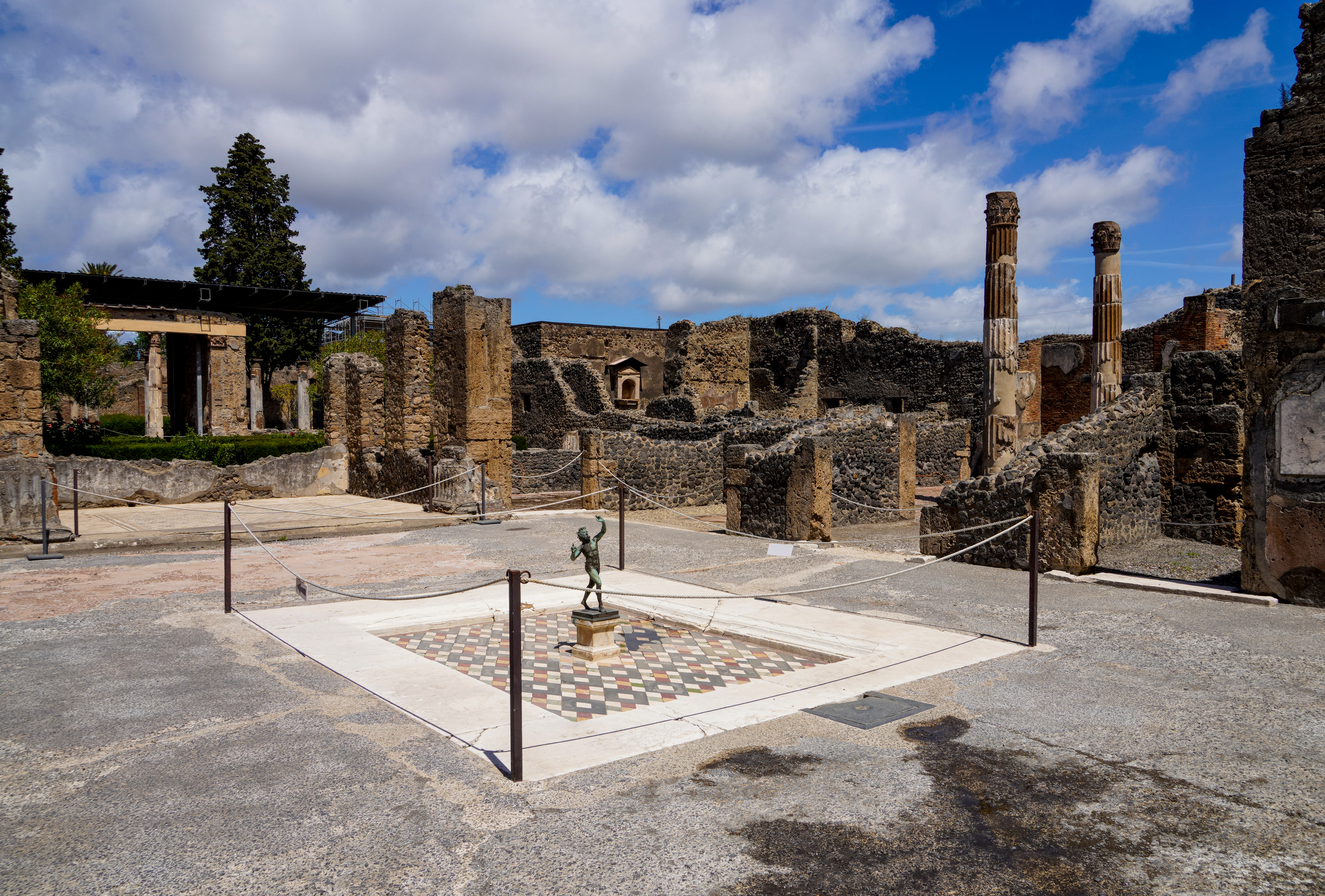
A faun háza

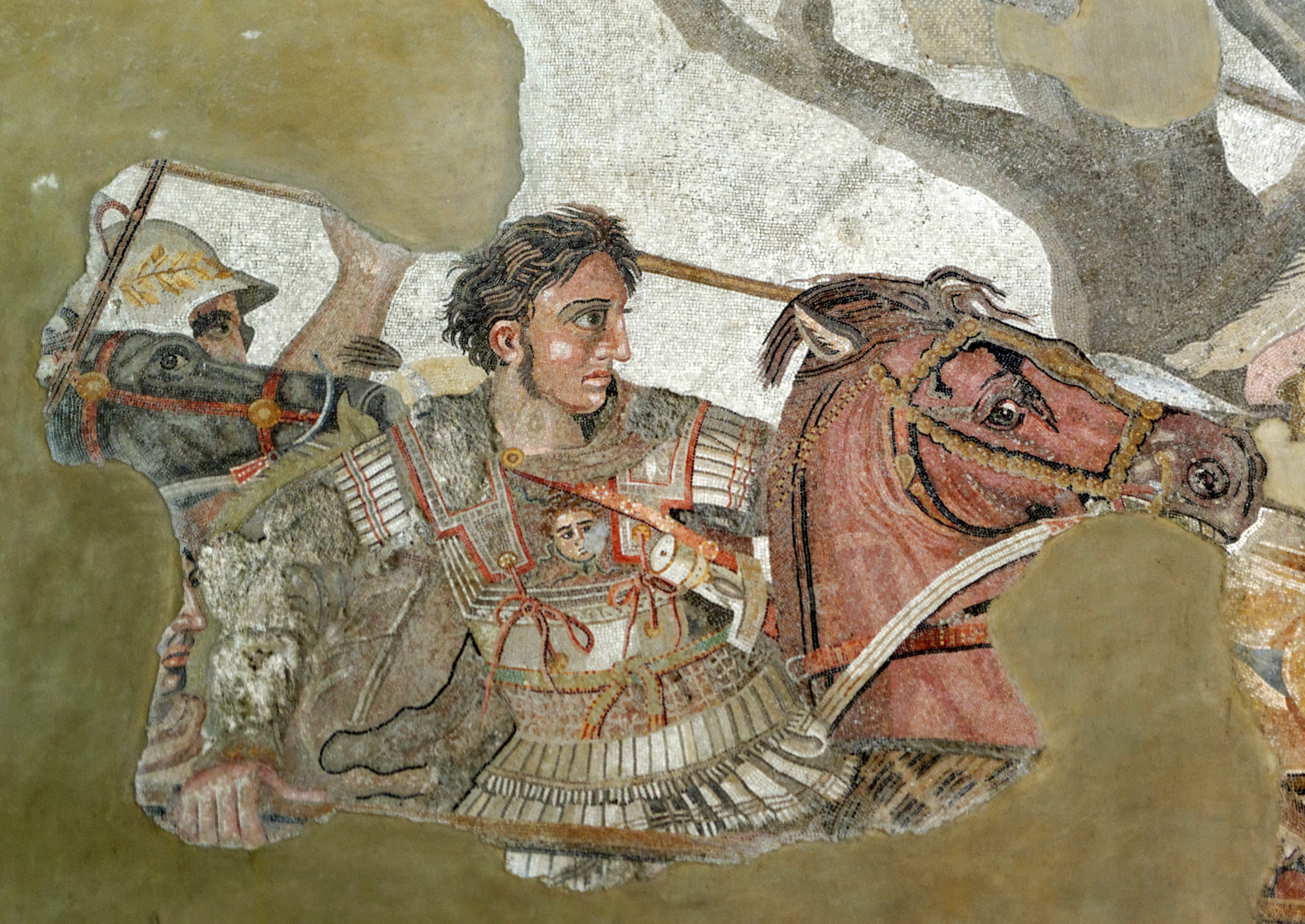
A faun háza: Nagy Sándor-mozaik (Nápolyi Nemzeti Régészeti múzeum)

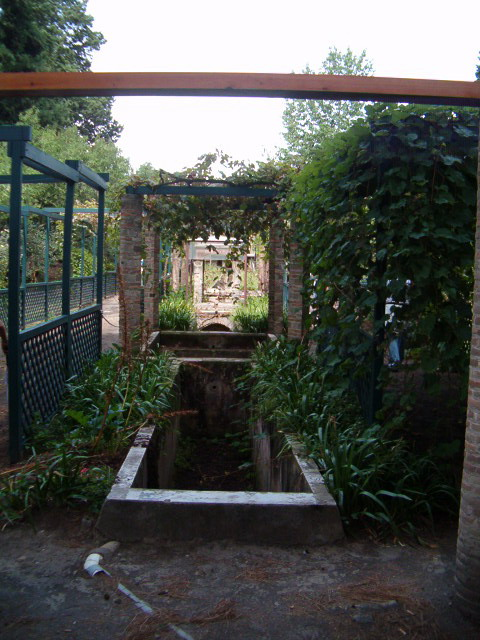
Octavius Quarto házának kertje

### Lakások a római kor előtti Pompeiiben
A város házainak nagy része egyszerű insulákba szerveződött, gyakran zárt műhellyel vagy bolttal. Pompeii hírnevét azonban a felső társadalmi réteg luxusházainak köszönhette. E palotaszerű létesítményeknek a nagy része már a szamniszok idejében felépült, megelőzve a rómaiak nagyobb építkezéseit. Egyes épületek, mint például a faun háza, mintegy 3000 négyzetméter alapterületűek, sőt emeletesek is voltak, ily módon méretükben ezek a házak a görögök hellenisztikus palotáival is megmérkőzhettek.
A kor házainak ismertetőjele volt, hogy a kisebb lakhelyekben is arra törekedtek, hogy egy perisztüliont vagy legalább egy előcsarnokot emeljenek a bejárathoz. Az épületek építési módja felettébb szigorú volt. Arra törekedtek, hogy az átriumra nyíló szobák ajtóit szimmetrikusan, egymástól egyforma távolságra helyezzék el. A sok ajtó a ház tulajdonosának gazdagságát szimbolizálta. Ezért számos kisebb épületben gyakran álajtókat festettek a falakra. Az építészeti elemek és bizonyos festési technikák elsősorban a ház belső díszítését szolgálták. A festés mellett a falakat gyakran díszítették stukkókkal.
A nagy épületektől eltérően az egyszerű házak esetében csak kis fejlődés észlelhető. Ezek közül sokat sorházak formájában létesítettek. A kis, nyílt udvarok elengedhetetlen elemei voltak bármely lakóháznak. A belső udvar csupán kevés zöldség és gyümölcs termesztésére, valamint pár állat – baromfi, esetleg egy-egy disznó vagy juh – tartására szolgált. Az egyszerű házak leletei a mai napig az érdeklődés hiánya és a korábbi felületes ásatások miatt hiányosak. A fentebb említett építészeti megoldások összességét az első pompeii stílusként tartja számon a művészettörténet.

### Lakások a köztársaságkori Pompeiiben
Miután a római veteránok és családjuk Pompeiiben letelepedtek, a városban jelentős átalakulások mentek végbe. Hogy mindezt mennyire támasztják alá a feltárt régészeti emlékek, az a város kutatásának gyakran tárgyalt kérdése.
Az új telepesek érkezésével párhuzamosan észlelhető a faldíszítés egy új formájának megjelenése, ami a második pompeii stílusnak felel meg: a freskók viasszal történő bevonása. Az első stílus stukkózásait nagy felületű freskó]]k helyettesítik. Ugyanakkor a cél megmaradt: építészetileg és művészileg díszített, fényűző, tagolt házak építése. Az építkezések során három különböző falszerkezetet használtak: az épület első részén oszlopos csarnok, az épület közepén félmagas, nehéz támfalak álltak, az épület végében lévő falakat pedig nagy nyílások vagy kiterjedt freskók díszítették. Fontos stíluseszköznek számított az optikai csalódással való játék, ennek szerepe csupán az volt, hogy az első stílusban készült épületekből örökölt méreteket megőrizzék.
Délnyugati és nyugati irányban a városfalak lebontása következtében, a közelben lakók szebb kilátásnak örvendhettek, ugyanakkor a meredek fekvés lehetővé tette a teraszházak felhúzását. A tenger felől általában előcsarnok, valamint nagy, ablakos szobák épültek, amelyek pazar rálátást biztosítottak a Nápolyi-öbölre.
A városban nehezebb volt összetettebb épületeket építeni, mert ehhez több, egymás melletti parcellát kellett megvásárolni. Ha ez megtörtént, az új telken nagyrészt új lakószobákat és perisztülionokat építettek. A leghatásosabb példa a folyton növekvő épületekre a labirintus háza: déli oldalán volt az átrium, a kert közepében és a bejárattól északra újonnan felhúzott lakóhelyiségek. Ennek az elrendezésnek az volt a célja, hogy a vendégek áthaladjanak az egész épületen, így csodálva meg annak gazdagságát és szépségét.

### Lakások a császárkori Pompeiiben
Annak ellenére, hogy a császári időkben nem épült egyetlen jelentősebb palota sem, vannak kisebb házak, melyek e korszak építészeti vonásait mutatják. Ezeken megfigyelhető a tulajdonosok törekvése arra, hogy a régi építészeti és díszítési elemek mellett az új, modern elemekre térjenek át, emiatt gyakran keverednek a stíluselemek.
Egy felismerhető újítás a korai császárkorban az átrium felértékelődése. Ez utóbbit nem alakították át teljesen, inkább csak a bejárati részt. Elsősorban a padlókat és az esővíztartályokat újították fel, és az udvarok, kertek közepén vízijátékokat építettek. Ezek úgy voltak elhelyezve, hogy a látogatónak szembetűnjenek. Mögöttük gyakran egy márványasztal (egyszerűbb házaknál festett faasztal) állt, amelynek pontos célja még nem tisztázott – lehetséges, hogy különböző értéktárgyakat – esetleg áldozatot – mutattak be rajtuk.
A falfestés esetében is megfigyelhető egy újítás. A harmadik pompeii stílus erősen különbözik az első kettőtől. Alapjában véve minden szimmetrikus volt. A képelemek egyszínűekké váltak. A falakon gyakran tájakat, szentélyeket vagy mitológiai jeleneteket ábrázoltak. Különösen kedveltek voltak a dionüszoszi témák és az erotikus ábrázolások.
A kertek beültetésénél is megfigyelhető a szimmetriára való törekvés. Újabb kutatások bebizonyították, hogy mindenekelőtt virágokat és bokrokat ültettek. A gyümölcsfákkal történő beültetés is előre megadott mintát követett. A fákat sűrűn ültették, valószínűleg az árnyék biztosítása végett. A kerteket kívülről kellett szemlélni, elérni csak a házakon keresztül lehetett őket. A sok kis szobor és herma elsősorban vallási célokat szolgált.
Ezen építészeti és művészeti elemek együttesen a negyedik pompeii stílus ismertetőjelei. A festőművészet tetszetős, gyakran törékeny, és főként erotikus- vagy mitológiai jeleneteket mutat. Az alakokat az aktuális divat szerint ábrázolták, ebből feltételezhető, hogy a háztulajdonosok közvetett módon saját magukat jeleníttették meg.
- A faun háza nevét az épület udvarán talált bronzszoborról kapta, amely egy táncoló faunt ábrázol. Egyike a legjelentősebb magánházaknak mind belsőépítészeti, mind építészeti szempontból. Valószínűleg Publius Sulla, a diktátor unokaöccse számára épült, akinek feladata a település megszervezése, illetve az őslakosok és rómaiak közötti megbékélés megvalósítása volt. A faun szobra mellett a házban egy gyönyörű mozaik is található, amely Nagy Sándor hadjáratainak jeleneteit mutatja be. A ház a szamniszok idején épült, abban a periódusban, amikor a görög kultúra nagy hatással volt a vidék építészetére. A ház bejáratát a „Have” felirat díszíti, jelentése „Isten hozott”. A bejárat mellett két fülkében a Lares háziszentélyei voltak. A padlót, valamint a belső udvar medencéjét színes márványborítás díszítette.[30]
- Venus Marina házát a második világháborúban súlyos bombatámadás érte, ennek során az eredeti díszítések nagy része elpusztult. A ház jellegzetessége egy óriási falfestmény, amely buja kertet ábrázol, gazdag változatos növény- és állatvilággal. A festmény közepén Venus istennő látható, amint egy rózsaszín kagylóhéjban fekszik két kerub által közrefogva.[30]
- Octavius Quario házának tulajdonosát a bejárat mellett megtalált pecsétgyűrű alapján sikerült meghatározni. A Kr. e. 2. században épült, a későbbiekben csak igen kevés átalakításon átesett épület helyiségeinek nagy része a központi átriumba nyílik. Az épülethez kert is tartozik, amely a tulajdonos vagyonának egyik kifejezője volt. A kertet két T-alakban elhelyezett medence díszíti, amelyeket a Nílus allegorikus szobrai díszítenek.[30]
- Akhilleusz larariumának háza nevét az itt található falfestmény után kapta, amely a trójai háború utolsó eseményeit ábrázolja: Akhilleusz és Hektór csatája, Hektór halála és holttestének visszaküldése apjának, Priamosz királynak. (A Lararium jelentése házitemplom).[30]
- Ceius házának tulajdonosára egy, a ház oldalára felfestett kampányüzenet utal. A ház egyszerű kialakítású: a belső udvarra lakóhelyiségek néznek, valamint egy hátsó kert. Az épület emelete építés alatt volt a vulkánkitörés idején. A belső díszítések a harmadik pompeii korszak jellegzetességeit viselik magukon: geometriai formákat ábrázoló padlómozaikok. A kert végében levő falat egy óriási, vadászjelenetet ábrázoló festmény díszíti.[30]
- A vaddisznó háza nevét a kertjének hátsó falán található festmény után kapta, amely vadászjelenetet ábrázol. Tipikus épület, központi átriummal, gazdag belső díszítésekkel, amelyek a negyedik korszak stílusjegyeit viselik. Tulajdonosa valószínűleg gazdag patricius lehetett.[30]
- A Vettiusok házának tulajdonosait az épület oldalára festett kampányüzenetek, valamint ugyancsak az itt talált pecsétgyűrű alapján azonosították (Aulus Vettius Resistutus és Aulus Vettius Conviva). A házat az 1. században felújították. Rögtön a bejárat mellett szépen kidolgozott falfestmények láthatók, ezek központi figurája Priapus, a termékenység istene. A bejárattól jobbra egy kis háziszentély található. A konyhában megmaradtak az edények, valamint a sütőrácsok is. A kertet egykoron szobrok és kutak díszítették. A központi szoba pompeii vörös színben pompázik, frízének alapmotívumai játékos kerubok. A ház a negyedik pompeii korszak építészetének egyik reprezentatív példája.[30]
- A hatalmas Pansa-ház a szamniszok idejéből származik. Utolsó tulajdonosa több kisebb lakosztályra osztotta külön bejáratokkal. A belső dekorációiból semmi sem maradt fent, viszont látható a hatalmas oszlopcsarnok, amely a központi medencét vette körbe.[30]
- Sallust háza egyike a legkiemelkedőbb nemesi épületeknek a szamniszok idejéből. Közepén hatalmas udvar áll medencével a csapadékvíz összegyűjtésére. A perisztüliont hat márványoszlop fogja közre. Az oldalsó lakószobákban freskók láthatók: a legszebb Akteónt ábrázolja, amint meglepi Artemiszt fürdés közben.[30]
- A geometrikus mozaikok háza több mint 60 szobából áll, két korábbi ház egybeépítése során keletkezett. Nevét a szinte tökéletes épségben fennmaradt padlómozaiknak köszönheti, amely fekete és fehér berakású komplex mértani alakzatokat ábrázol.[30]
- A kis kút háza nevét a belső udvarán található mozaikokkal díszített kútról kapta. Az egykori nimfaion falát tengerpartot és vidéki villákat ábrázoló freskó díszíti.[30]
- A tragikus költő háza nevét egy itt talált mozaikról kapta, amely egy színészoktatót ábrázol. Az épület falait díszítő freskók mitológiai jeleneteket ábrázolnak. Pompeii utolsó éveinek egyik legjellemzőbb középosztálybeli háza. A bejárat két oldalán üzletek találhatók, amelyek a vestibulummal állnak kapcsolatban. Ez bizonyítja, hogy az épület tulajdonosa kereskedő volt. A bejáratot egy láncra vert kutya mozaikja díszíti a cave canem (vigyázz, kutya) felirattal. A belső udvar közepén egy márványmedence található, az épület hátsó részében pedig egy kis szentély.[30]
- Az orvos házának homlokzata spártai egyszerűségű, hatalmas mészkődarabokból épül fel. Ez az épület az egyik iskolapéldája a Kr. e. 4–3. század építkezéseinek, amikor elsősorban a mészkövet használták építőanyagnak. A későbbi változtatások nem befolyásolták a ház primitív szerkezetét. Az ásastások során orvosi eszközök kerültek itt elő, amiből arra következtettek a régészek, hogy ősi klinikaként működött ez az épület.[30]
- A pékség egy régebbi ház átalakításából jött létre. Nyugati része lakóházként működött, amelyet négy hatalmas oszlop tartott. A keleti felét pékséggé alakították át: a malom, a kemence és a gabonatárolók is láthatók, valamint a kőmalmot hajtó állatok istállója is. Az épület homlokzatán kis üzlethelyiség volt kialakítva.[30]
- Az arany Kupidók háza nevét az itt talált Cupidót ábrázoló aranylemezek után kapta, amelyek az egyik szobát díszítették. A ház tulajdonosa valószínűleg Poppaeus Habitus volt, Poppaea Sabina, Nero római császár második feleségének rokona. A Kr. e. 3. században épült házat többször átalakították. Falait a harmadik pompeii korszak stílusjegyeit viselő falfestmények díszítik. Kertjét márványszobrok és domborművek díszítik. Az épületben kis háziszentélyek találhatók Anubisz, Ízisz és Szerápisz tiszteletére.[30]
- Caecilius Jucundus házának tulajdonosát egy itt talált dombormű alapján sikerült beazonosítani. Caeciliu Jucundus bankár volt, amit az itt talált 154 viasztábla (pénzügyi kimutatás) bizonyít. A ház szentélyének festményei a 62-es földrengést és annak következményeit ábrázolják.[30]
- A citerajátékos háza kb. 2700 m²-en fekszik, egyike a legnagyobb épületeknek Pompeiiben. Nevét a perisztülionában talált bronz Apollón-szoborról kapta, amely az istent citera-játékosként ábrázolja. A falakon talált graffitik alapján valószínűleg a Popidii család szolgái számára épült. Az épülethez pékség és kocsma is csatlakozott.[30]
- Menandrosz háza a Kr. e. 3. században épült. A régészeti leletek alapján valószínűleg Poppaea Sabina, Nero második feleségének rokonsága birtokolta. Az épület a negyedik pompeii korszak stílusjegyeit viseli magán, gyönyörű falfestményekkel, amelyek a trójai háború jeleneteit örökítik meg, valamint Hippodamea esküvőjének humoros jeleneteit. A perisztülion egyik beugróját Menandrosz görög komédiaköltőt ábrázoló festmény díszíti.[30]
- Julius Polybius háza a Kr. e. 2. században épült és az első pompeii stílus jegyeit viseli. A ház főbb látnivalói a Dirké szenvedéseit bemutató falfestmény, a bronzból készült Apolló-szobor, valamint a Lares-szentély, ez közvetlenül a bejárat után található.[30]
- Az Európa-hajó házához hatalmas konyhakert tartozott. A termést 28 nagy terrakotta edényben raktározták, ezek ma is láthatók. A ház nevét egy falfestményről kapta, amely egy Európa nevű hajót ábrázol (a hajó megnevezése a görög mitológia Európéjára vonatkozik).[30]
- Héraklész kertjének háza egy központi udvarból állt, amit hálószobák vettek körbe. Innen folyosó vezet át a hatalmas hátsó kertbe, amelyben a paleobotanikai vizsgálatoknak köszönhetően megállapították, hogy gyógynövényeket és illatnövényeket termesztettek. Emiatt gyakran az illatszerkészítő házaként is emlegetik. Nevét a kertben talált Héraklész-szobor után kapta, aki valószínűleg a ház népének patrónusa volt.[30]
- Apolló háza nevét a bejáratot díszítő Apolló-szobor után kapta, amely napjainkban a nápolyi Nemzeti Régészeti Múzeumban látható. A kertet díszítő mozaikok a trójai háború jeleneteit ábrázolják: Odüsszeusz felismeri Akhilleuszt Lükomédész király lányai között. A ház belsejét díszítő festmények Apolló mítoszának jeleneteit ábrázolják.[30]
- Meleagrosz házának neve a bejárattól balra található falfestményből származik, amely a görög költőt ábrázolja. A lakóhelyiségeket korinthoszi oszlopok díszítik, amelyek Pompeiiben ritkaságnak számítanak. A belső udvar körüli szobákban megmaradtak padlót borító mozaikok is.[30]
- Kasztór és Polüdeukész háza Pompeii legnagyobb és legfényűzőbb háza volt. Belső udvarát korinthoszi tufaoszlopok övezik, amelyek egyben a tetőt is tartják. Belső dekorációját képező freskóinak nagy részét, amelyek a negyedik pompeii korszakban keletkeztek, elszállították a nápolyi Nemzeti Régészeti Múzeumba. A perisztülion freskói viszont helyben maradtak. Nevét a bejárat melletti falfestmény után kapta, amely Kasztórt és Polüdeukészt ábrázolja.[30]
- A nagy kút háza nevét a belső udvarán található mozaikokkal díszített kútról kapta. A díszítések keleti, főleg egyiptomi stílusjegyeket mutatnak. A víz egy tengeri istennőt ábrázoló szobor szájából csorgott. A kút két oldalát színházi maszkok díszítik, medencéjének közepén egy kerubot ábrázoló szobor áll, aki vállán egy delfint hordoz. A mozaikok elsősorban madarakat, arabeszkeket és komplex geometriai elemeket ábrázolnak.[30]
- A Vasmacska (vagy Horgony) háza nevét a bejáratnál mozaikban ábrázolt vasmacska/horgonyról kapta, amely a béke és a biztonság jelképét jelenti, amit a lakóinak kínált az otthon. Az udvar felé kétszintes épület felső szintje egy széles terasz köré áll, amelyhez három nagy befogadó helyiség tartozik. Ezek a szobák mozaikokkal díszített padlóval rendelkeznek, amelyek előkészítő rajzai még egy esetben is megmaradnak; az alsó szintet egy kert veszi körül, amely körül egy fedett portót vezet oszlopokkal. Az 1826–29 között feltárt lakás dekoratív elemei 2015-ben helyreállítási beavatkozáson mentek keresztül, majd 2018. december 21-től látogatható.[31]

## Villák

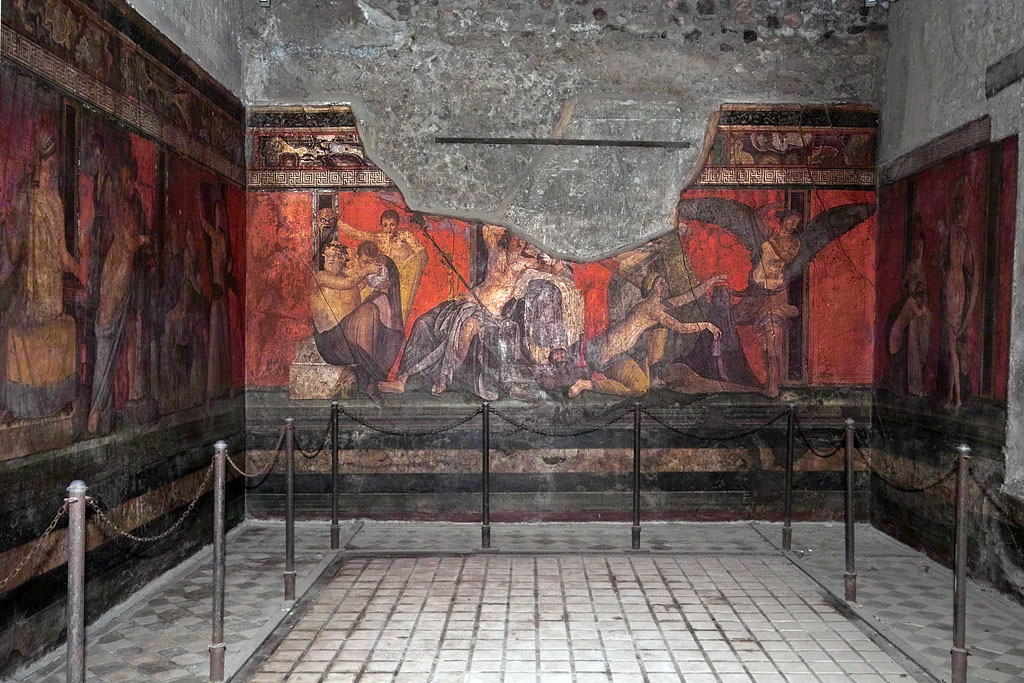
A misztériumok villája

A római villa az ókori Rómában gazdasági és lakóépület, esetleg épületcsoport, a városoktól független majorság (villa rustica), esetleg városi mintára épült vidéki ház (villa urbana). Leírásukat Vitruvius és ifjabb Plinius munkáiból ismerjük. A villa rustica minden bizonnyal a capannából, azaz a parasztházból fejlődött ki. A campaniai partok mentén kialakult a villák sajátos típusa, a villa maritima, amely lakóhelyiségei mellett hatalmas halgazdaságokkal rendelkezett. Sztrabón írásaiból tudjuk, hogy Augustus császár uralkodása idején annyi hasonló római villa volt a campaniai partok mentén, hogy az egész egy hatalmas, összefüggő városnak tűnt.
- A Misztériumok villája Kr. e. 2. században épült, majd az 1. század során újjáépítették. Egyike a több mint 100 római villának, amelyeket a Vezúv környékén feltártak. A Herculaneumi-kaputól nem messze található a Via dei Sepolcri mentén. Lakóhelyiségeit a második pompeii korszak stílusjegyeit viselő falfestmények díszítik. Az egyik legérdekesebb freskó egy misztériumjátékot (rituálét) ábrázol, amely során egy fiatal nőt beavatnak a házasság misztériumába (innen származik az épület elnevezése is). Ugyanakkor számos harmadik pompeii korszakbeli falfestmény is található, ezek főleg egyiptomi motívumokat ábrázolnak.[30][32]
- A Diomédesz villa valószínűleg Arrius Diomedes háza volt, akinek sírja a monumentális bejárat előtt található. A perisztülionot a lakóhelyiségek, fürdők, valamint a szolgák lakóhelyiségei övezik. A villa pincéjében 18 tetemre bukkantak, többek közt gyerekekére és nőkére, akik valószínűleg a füst áldozatai lettek.[30]

## Gazdaság

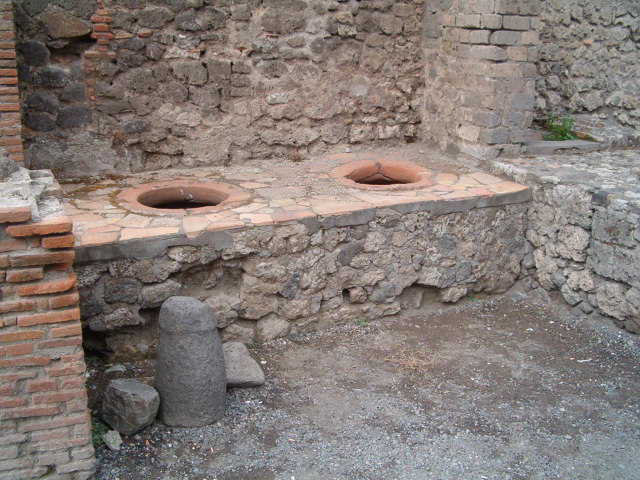
Termopólium

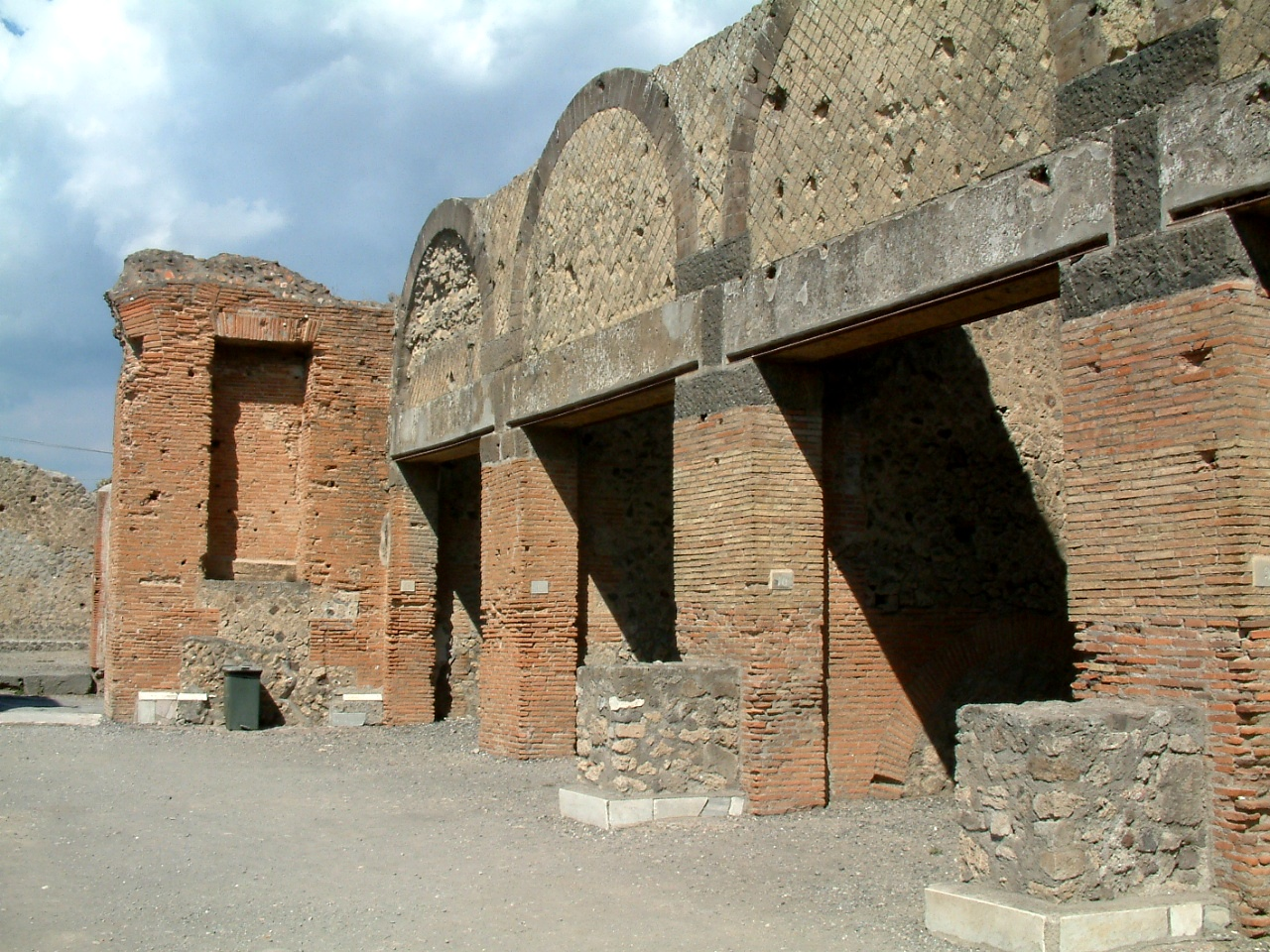
Macellum

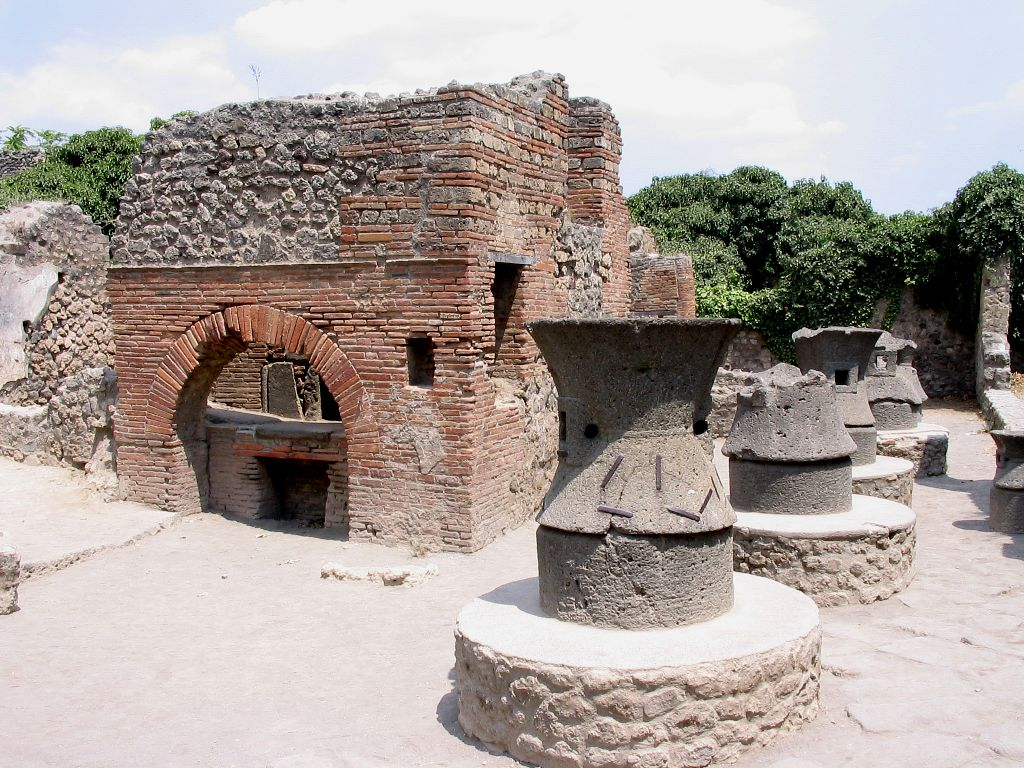
Pékség

Annak ellenére, hogy Pompeii az ókor gazdaságtörténetének egyik legfontosabb forrása, a leletek kiértékelése ebben a vonatkozásban nem mindig egyszerű. A tudományban sokat vitatott kérdés, hogy Pompeii termelő- vagy inkább fogyasztóváros volt-e. A jelenlegi ismeretek alapján vegyes formáról beszélhetünk.

### Élelmiszerellátás
A város élelmiszerellátását, úgy tűnik, legalábbis részben a környék beszállítói végezték, mint például Villae Rusticae vagy Boscoreale. Ezek az üzemek bizonyos termékek előállítására szakosodtak. Így például Boscorealéban a talajba leeresztett agyaghordókat, egy szőlőprést és egy földalatti tartályt találtak, amely 10 000 liter bort tudott tárolni. A bortermelés a Kr. e. 1. században a vidék egyik legfontosabb gazdasági ágának számított. Az Eumachius és Holconius családokról is köztudott, hogy a városon kívül bortermelő birtokaik voltak, melyekből jelentős hasznuk származott. A campaniai bort exportálták: nem utolsósorban Róma ellátásának jelentős része is a Vezúv vidékéről származott.
A Sarno torkolatánál kiépített kikötőből érkeztek a városba a különféle termékek. Elsősorban a hal is, amelyből a korban széles körben fogyasztott garum nevezetű mártást itt nagyobb termelő létesítményekben állították elő napon történő rohasztással. A városban nagyobb állatállomány tartása nem volt lehetséges. Kisebb számban tarthattak állatokat a házakon belül, de erre nehéz lenne bizonyítékot találni.
A gyümölcs- és zöldségtermesztés a házakhoz tartozó kertekben jól megfigyelhető. Haszonkertek létezése sok helyen 79-ből is kimutatható. Nem valószínű azonban, hogy ezek a város teljes ellátását biztosították volna.
A gyümölcs- és zöldségellátással ellentétben nyerstésztaáruk és pékáruk esetében saját ellátásról beszélhetünk. A városon kivüli villákban főleg kézimalmokat találtak, viszont ilyenek a városból alig kerültek elő. Feltűnő, hogy a városban csak kevés nagy pékműhelyt tártak fel, és érdekes módon egyesek mellett nem volt malom sem. A városban elsősorban kisebb pékségek működtek, amelyek kis malmoknak adtak helyet, illetve nagyobb mennyiségű gabona tárolására voltak alkalmasak. Lehetséges, hogy ezek a kisebb pékségek nagyobbak fiókjai voltak, amelyek rendszerint három vagy talán még több malommal is rendelkeztek.
- Vetutius Placidus thermopóliuma egyike a 89 feltárt intézménynek, melyben meleg ételt és italt szolgáltak fel (egyfajta ókori falatozó). A városlakók körében elterjedt szokás volt az ebéd házon kívüli elfogyasztása. Számos munkás annyit dolgozott, hogy jóformán egész nap távol volt az otthonától, ezért nem étkezhetett otthon, így ezeken a helyeken ettek. Fizetni sokszor akkor fizettek, amikor már megkapták munkáltatójuktól a bérüket. A thermopoliumok általában két helyiségből álltak: az elsőben, amely az utcára nézett, tárolták és szolgálták fel az ételt, míg a hátsó helyiségben a vendégek leülhettek és elfogyaszthatták ebédjüket. Vetutius Placidus thermopoliumát kis beugrók voltak, melyben Larest, Merkúrt és Dionüszoszt tisztelték.[34]

2020. december 26-án jelentették be, hogy sikerült Pompeiiben egy eredeti állapotában megőrződött thermopoliumot is feltárni a V. régészeti lelőhelyen, az északkeleti városrészben. A freskókkal díszített, meleg ételt és italt kínáló pult mögött találtak közel 2000 éves ételekre utaló nyomokat is. Találtak egy bronz tálat, kerámia edényeket, borosflaskákat és amfórát is. A meleg ételek felszolgálása a pultba mélyített terrakotta tégelyből történt. A pult elejét élénk színű freskók díszítették, egyesek olyan állatokat ábrázoltak, amelyek az értékesített étel alkotórészei voltak, például egy csirke és két fejjel lefelé lógó kacsa.
- A Macellum, avagy fedett piac a császárok korában épült. Bejáratát a fórum felől márványoszlopok díszítették. A téren kívül az üzletek az északi oldalon álltak, míg kisebb üzletek a déli oldalon. A fedetlen részen szintén kisebb üzletek voltak, illetve egy kút. Az épület végében egy fülkében a császári család szobrai álltak. A fülke bal oldalán egy csatorna található, amely az egykori halpiac számára biztosította a vizet.[37]
- a Mensa Ponderaria a római piac azon része volt, ahol a mértékegységeket ellenőrizték.
- A Horrea egy négyszögletű, téglaoszlopokra támaszkodó épület egykoron gabonatároló volt. Ma a régészeti leleteket tárolják benne.[37]

### Kézművesség
Az iparban használt nyers- és építőanyagokat valószínűleg importálták. A téglák vagy agyagáruk előállításához agyagkitermelő-gödrök voltak szükségesek. Az Eumachius és a Holconius családokról tudható, hogy ilyeneket üzemeltettek. Lucius Eumachius téglaégetőjéből Boscorealéból is szállítottak a városba téglákat.
A feltevés, miszerint Pompeii a gyapjúipar helyi központja lett volna, ma már nem teljesen elfogadott. Az eddig talált gyapjúelőállítási leletek (munkafelületek, folyadékok forrósítására szolgáló üstök, színezésnél használt tálak és vályúk) nem elegendő bizonyítékok arra, hogy helyi felhasználásnál többet bizonyítsanak. Az otthoni szövőszékekkel történő további feldolgozást csak egy házban talált mintegy 50 szövőszék-nehezék bizonyítja. Ez kevés a nagyobb volumenű termeléshez. Graffitiknek köszönhetően olyan szakmák jelenléte is bizonyított, mint kelmetisztítóké és -festőké (fullones), -színezőké (tinctores) és -nemezelőké (coactiliarii). Ezeknek a foglalkozásoknak a tárgyi bizonyítékait azonban a régi ásatási módszerek hiányosságai miatt ma már nehezen lehet kimutatni a város feltárt részein.
Ugyanez mondható el más gazdasági ágakról is, így például a cserzőiparról (tímárság) vagy a fémfeldolgozásról. Ma már nem elfogadott az az elmélet, hogy Capua lett volna a fémfeldolgozás regionális központja. Pompeiiben is találtak fémfeldolgozó műhelyeket, amelyek nemcsak a napi szükségletek kielégítésre voltak alkalmasak, hanem távolabbra is szállíthattak termékeket.
Bizonyítható olyan műhely létezése, amelyben kisebb méretű és életnagyságú szobrokat készítettek. További kézműves- és szolgáltatóműhelyek létezésére is van bizonyíték: egy festőműhely, egy illatszer- és egy mécseskészítőműhely is ismert a városban.
Számos nyilvános épület és nagyszámú magánház adott helyet boltsoroknak. A boltok bérleti díjából valószínűleg a város és a háztulajdonosok egyaránt részesültek. Jó példa erre a Szerelmesek háza, ahol nagy területet magában foglaló épület három oldalán tavernák voltak. A borkimérések egy része összeköttetésben állt lakóépülettel. A rabszolgák vagy szabadosok szerződést kötöttek az üzemeltetővel, és itt dolgoztak. Más boltok nem voltak közvetlen kapcsolatban lakóházzal, de közös tetejük volt. Itt a boltok üzemeltetői együtt élhettek a családjukkal. Gyakori volt, hogy a földszinten voltak a műhelyek és boltok kialakítva, míg az emeleten a lakórészek.
- Az Eumachia épülete volt a kelmefestők és kelmekereskedők központja. Eumachia papnő építtette Concordia Augusta (Livia császárnő másik neve) tiszteletére. Az épület bejárata a fórumra nyílt. Az épület belső udvarát a császárnő szobra díszíti. A papnő szobra, amely szintén az udvart díszítette ma a nápolyi Nemzeti Régészeti Múzeumban látható.[38]
- Stephanus ványolója kétszintes épület, amelynek földszintjént volt berendezve a műhely, az emeletén pedig a lakóhelyiségek és a kelmék szárítására alkalmas helyiség. Az épület végében egy sor medence található, ezeket mosásra használták, amit akkor víz és szóda keverekével végeztek, mert a szappant még nem ismerték.

### Prostitúció

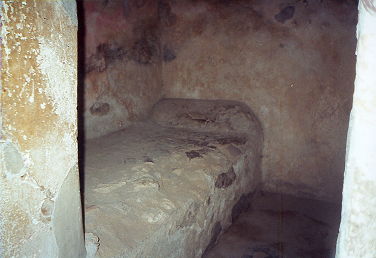
„Dolgozószoba” a bordélyházban

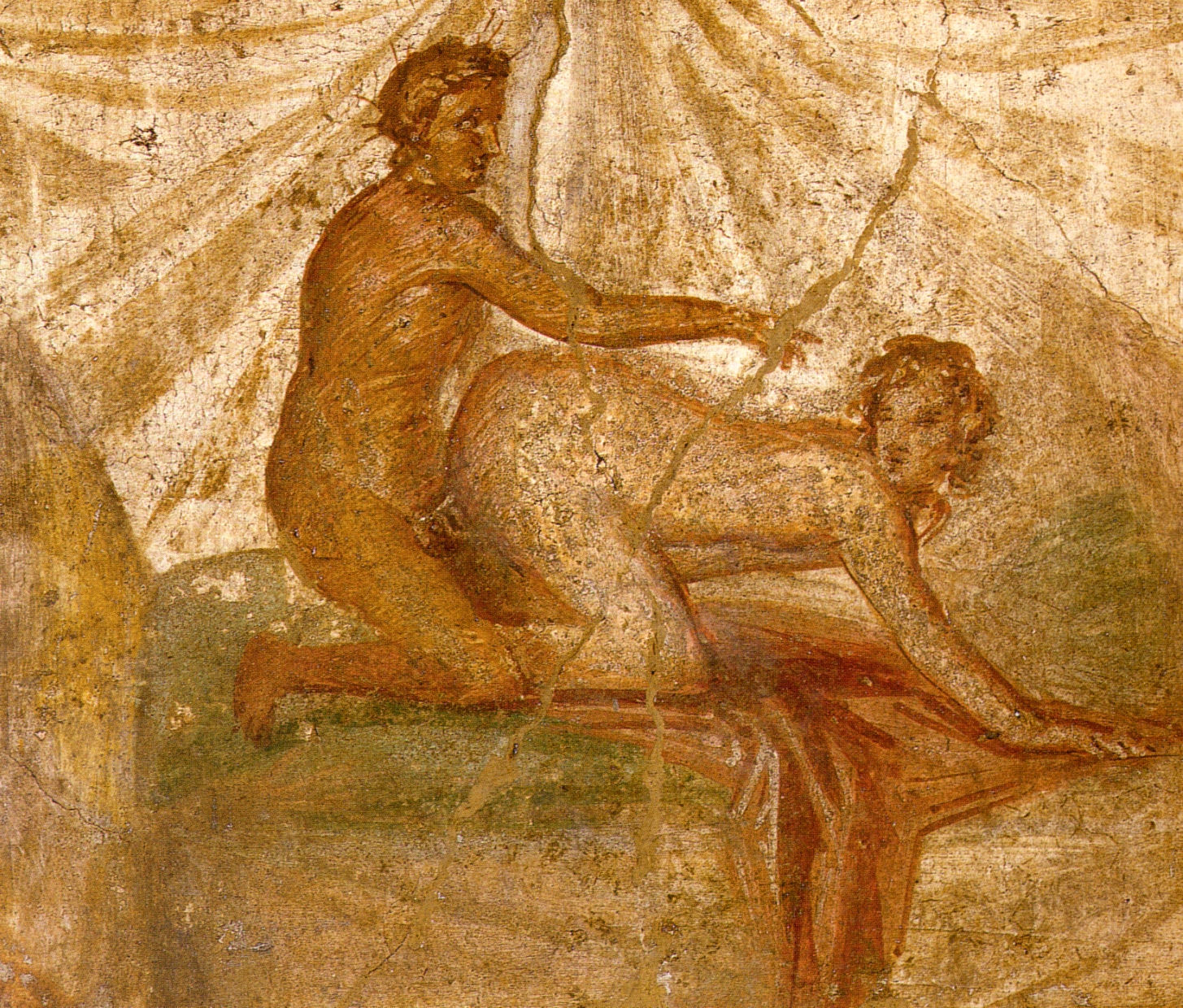
Erotikus freskó a lupanarban

A városban számos épületben találtak erotikus, szexuális tartalommal bíró, vagy a (mai értelemben) prostitúcióval kapcsolatos ábrázolásokat és falfirkákat. Az ilyen épületeket régebben egyszerűen bordélyháznak tekintették. Mivel ezek az ábrázolások igen általánosak és gyakran inkább művészi megnyilvánulásnak tekinthetők (például erotikus falfestmények), ma már nem elfogadottak ezek a túlzó elméletek, s ma már csak egyetlen ház azonosítható bordélyként (lupanar) teljes bizonyossággal.
Ugyanakkor a prostitúció nem csak a lupanarokban zajlott. Az akkori római közerkölcsre kifejezetten jellemző volt, hogy bárhol és bármikor találhattak maguknak kéjnőket a férfiak, számos nő, ha pl. pénz szűkében volt egy rövidke időre is akár nyújtott fizetség fejében szexuális szolgáltatást. Az alkalmi vagy hivatásos prostituáltak saját lakásukba, illetve bérelt szobákba is vihették kuncsaftjaikat. Ezen kívül a tavernákban számos pincérnő gyakorolta ezt a mesterséget, így vendégszobákat is használtak e célból. Magánházakban is bizonyítható a prostituáltak jelenléte falfirkák által, akiknek a szállásuk a felső, ma már nem létező emeleteken volt. Ezeknek a falfirkáknak köszönhetően, amelyekből több száz maradt fenn, sok prostituált neve is ismert, akik főleg a birodalom keleti részéről származtak és többnyire rabszolgák voltak. A díjak 1-2 sestertiustól a jóval nagyobb összegekig változtak. A legalacsonyabb „munkadíj” nem volt nagyobb, mint egy kenyér vagy egy liter bor ára.

## Vallás

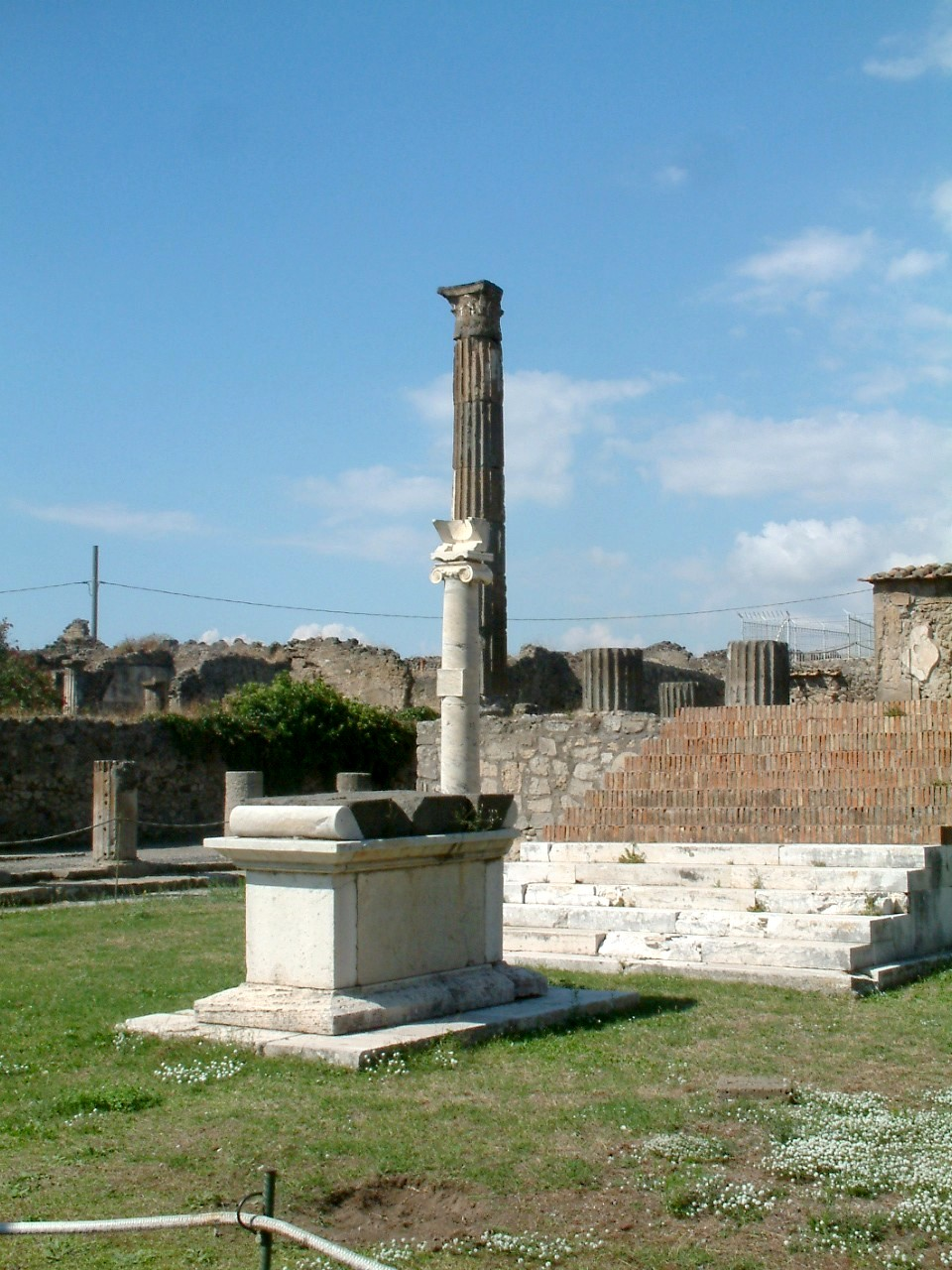
Apolló temploma

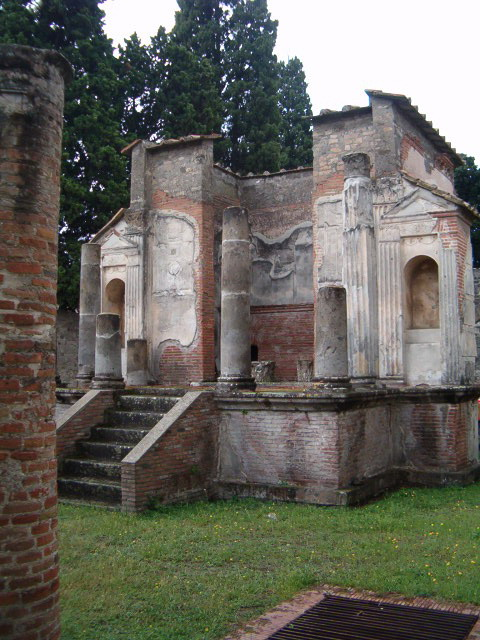
Ízisz temploma

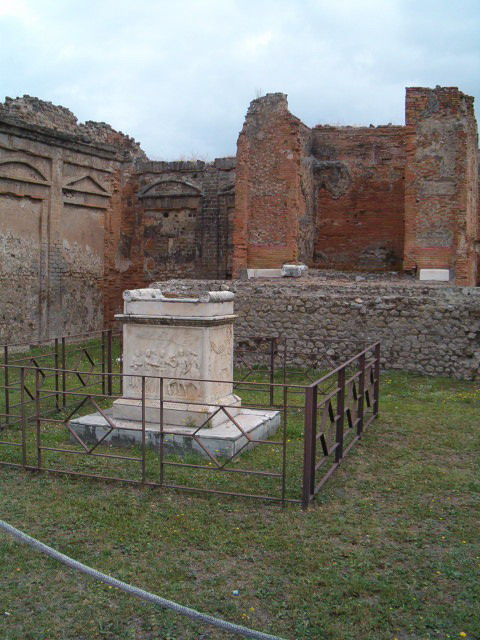
Vespasianus temploma

A városban számos templom és szentély található, amelyekben elsősorban az Appennini-félszigeten élő kultúrák (szamniszok, görögök, rómaiak) isteneit tisztelték. Emellett a birodalom terjeszkedésével párhuzamosan kibővülő kulturális és kereskedelmi kapcsolatoknak köszönhetően keleti, főleg egyiptomi istenek számára is épültek templomok. A pompeii lakosok személyes vallásosságában nagy szerepet játszott a házioltár, amit elsősorban az otthont oltalmazó családi istenségek (Lares és Penates) tiszteletére emeltek.
- Aszklépiosz temploma a Via Stabiana mentén található. Homlokzata egyszerű, akárcsak belső kialakítása. Az udvar közepén álló oltárt nucerai tufából faragták, mögötte négy korinthoszi oszlop választja el a szentélytől, ahol az imádott isten szobrát tartották. Korábban Jupiter templomának tartották, viszont az itt talált szobrok alapján valószínűbb, hogy Aszklépiosz számára épült a Kr. e. 3-2. században.[41]
- Ízisz temploma egy udvar közepén épült fel. Központi részét korinthoszi oszlopok tartják. Valószínűleg a Kr. e. 2. században épült majd a 62-es földrengést követően újjáépítették. Az templom két oldalfülkéjében Anubisz és Harpokrátesz szobra állt, míg a központi beugróban valószínűleg Íziszé. A templom díszítései a negyedik pompeii korszak stílusjegyeit viselik.[41]
- A Lares-szentély egyike a legértékesebb épületekenek a fórumon. A tér hosszanti irányába nyílik. Az épület előtt nyolc bazaltkő található vaskampókkal, amelyek segítségével márványlapokat lehetett lefogatni. Valószínűleg egykori oszlopok alapját képezték, amelyek a 62-ben bekövetkezett kitörés során elpusztultak. A belső udvaron az egykori oltár alapköve látható.[41]
- Jupiter temploma a fórum északi részét zárja le. A Kr. e. 2. században épült, a szamniszok uralkodása idején. A templomban Iunónak, Minervának és Iuppiternek áldoztak. Vestibulumát tizenkét korinthoszi oszlop díszítette. A templombelső padlóját márványmozaik díszítette. Jupiter itt talált, márványból készült fejszobrát, ma a nápolyi Nemzeti Régészeti Múzeumban őrzik.[41]
- Vénusz temploma a Porta Marinától jobbra található. A város egykori patrónája templomát a 62-es földrengés megrongálta, majd a 79-es kitörés során véglegesen elpusztult.[41]
- Apolló temploma a Kr. e. 3. században épült. Fedelét, a szentélyt közrefogva, 48 korinthoszi oszlop tartotta. Apollón mellett Hermészt illetve Artemiszt is tisztelték benne.[41]
- Fortuna Augusta temploma a Kr. e. 3. században épült Marcus Tullius megbízásából a császári család dicsőítésére. A templomot márvány lépcsősoron lehet megközelíteni. Vestibulumát hat korinthoszi oszlop díszíti. A templom végében két fülke található, egyikben Augustus császár szobra állt.[41]
- Vespasianus temploma, amelyet a császár dicsőítésére építettek a fórum keleti oldalán található Eumachia épülete és Lares szentélye között. A márványoltár domborművei az áldozatbemutatást ábrázolják. A templom hátsó részének egyik fülkéjében levő szobor szintén az áldozatbemutatás kultuszát ábrázolja.[41]
- a Dór templom az egyik legrégebbi templom volt a városban, amelyet a 62-es földrengés pusztításai után nem állítottak helyre. Nevét a belső udvart körülvevő dór oszlopsorról kapta. Valószínűleg Athéné és Héraklész tiszteletére építették, ezt bizonyítja a közelben megtalált oszk felirat is.[41]

## Halotti kultusz
Római szokás szerint, ahogy azt a tizenkét táblás törvény is előírja, tilos volt a halottakat a településen belül eltemetni, jóllehet, hamvasztották őket. Ennek megfelelően Pompeiiben is a főútvonalak mentén és a városkapuk közelében találhatók a nekropoliszok, amelyeken minden városba érkezőnek át kellett haladnia.
A legnagyobb ilyen temetők a Nocerai – és mindenekelőtt a Herculaneumi – kapuk előtt voltak. Minél jelentősebb személyiség volt az elhunyt, annál közelebb épült a síremléke a város falaihoz. A városi tanács a város előtti mintegy 30 méteres területet a sírok számára tartotta fenn.
Különösen kedveltek voltak a Herculaneumi-kapu előtti temetkezési helyek. Az építmények itt nagyon szorosan álltak egymás mellett. A síremlékek nemcsak az emlékezés és a halotti kultusz helye volt, hanem politikai és szociális propagandáknak is helyet adtak.
Annak érdekében, hogy új síremlékeket építsenek, gyakran régebbieket semmisítettek meg, így régi építményeket ritkán találni. Természetesen ellenpéldák is akadnak: az egyik megtalált, nagy, kocka alakú síremlék, Marcus Porcius, a frissen alapított colonia első tiszteletbeli polgára számára épült. Ezt a sírt a temetés után még több mint száz évig ápolták, habár utódai egyike sem ismert.
Emellé a régi sír mellé, a császárkor idején, két újat építettek, Aulus Veius és a Venus-papnő, Mamia sírját. Mindkettő egy félkör alakú pad formájában épült, amelyek a tenger felé néztek és elidőzésre, olvasásra csalogatták az itt járókat. A már említett sírok mögött a kétemeletes Istacidus-síremlék található. A Nocerai-kapu előtt az Eumachusok egy különösen nagy síremléket emeltettek, amelyet az idők során inkább széltében növeltek, mint magasságában. Az épület a családtagok számára több generáción keresztül mauzóleumként szolgált.
Augustus császár uralkodása után ez a síremléképítő-versengés véget ér. A sírok egységes építészeti modellt követtek, általában alacsonyabb falak és saroktornyocskák határolták őket. Középen egy talapzatot helyeztek el az urnáknak. A legfontosabb építészeti elem a síroltár lett, amelyet fényűző módon, márványból formáltak. Itt helyezték el a feliratot, amely az elhunyt érdemeit és jámborságát dicsérte. Míg a köztársaságkorban és Augustus császár uralkodása alatt elsősorban a város előkelő polgárainak építettek luxus-síremlékeket, később a felszabadított rabszolgáknak is emeltek ilyet.

## Közfürdők (termák)

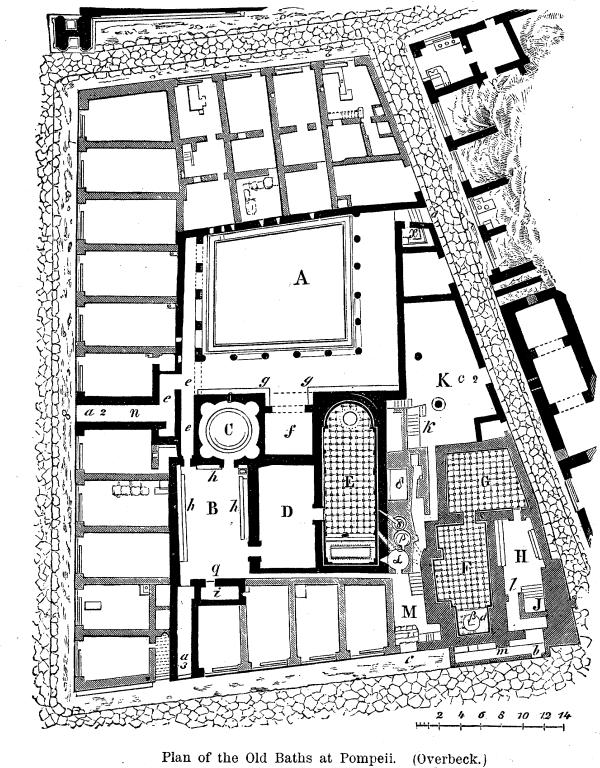
Pompeii közfürdőjének alaprajza

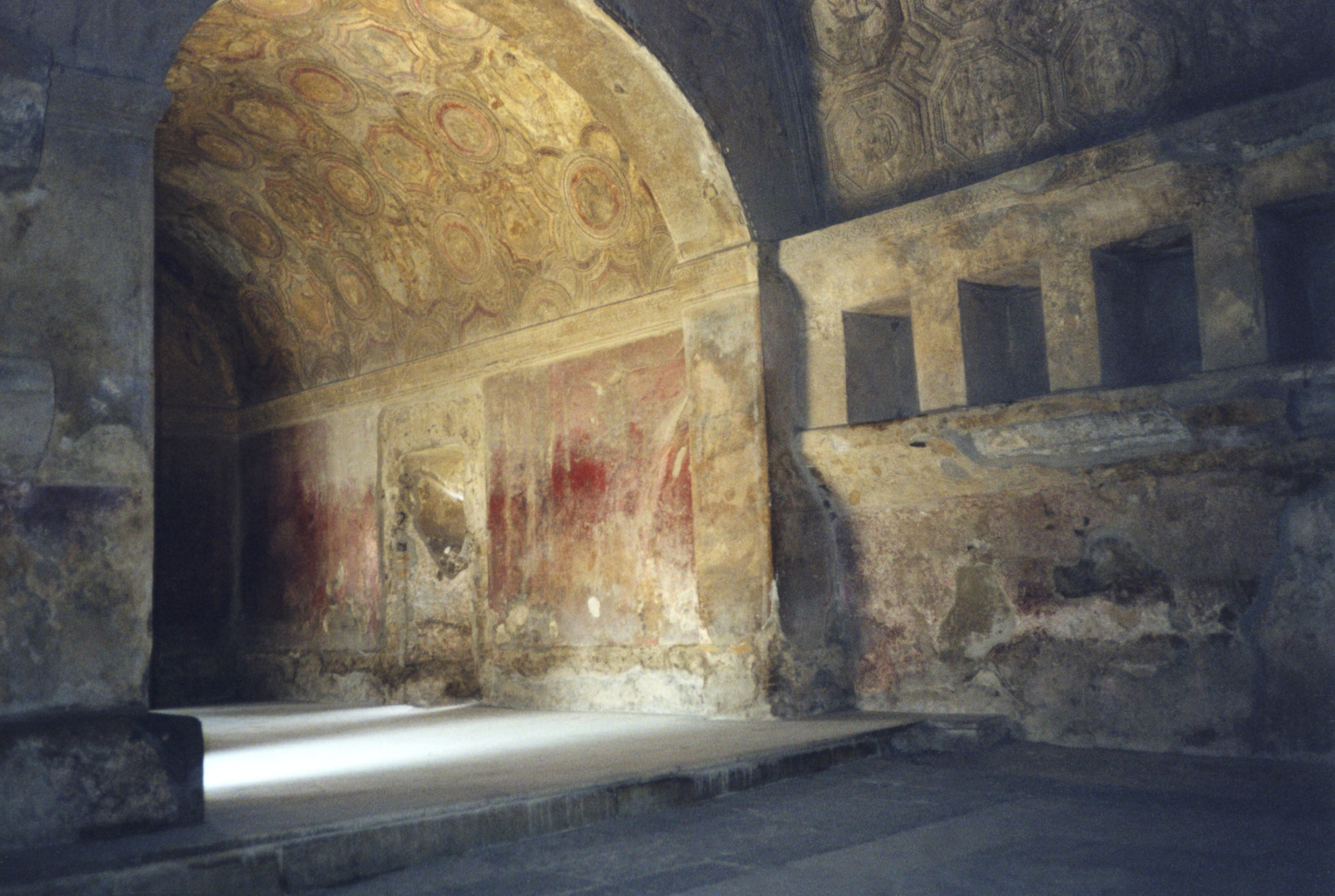
Stabiai thermák

A nyilvános fürdők egy-egy palaisztrával, sportolásra szolgáló belső udvarral együtt épültek, azonban ezen udvarok jelentősége a itáliai területeken viszonylag kisebb volt a görög világhoz képest.
Ahhoz, hogy a pompeii termák különlegessége érthető legyen, tudni kell, hogy a vízellátás Pompeiiben évszázadokon keresztül nagy problémát jelentett. Az első nyilvános termák létrejöttét egy modern vízvezetékrendszer kiépítése tette lehetővé. A közfürdők fontosságáról Pompeiiben három, a legforgalmasabb helyen épült terma tanúskodik. Az építészetük a római normák fejlődésének megfigyelése révén megismerhető: a szamniszok korából ismert a stabiai terma, a római colonia első éveiből a fórumtermák, és Pompeii utolsó éveiből a központi termák – ezek a vulkánkitörés idején még nem voltak készen.

## Sport és szórakozás

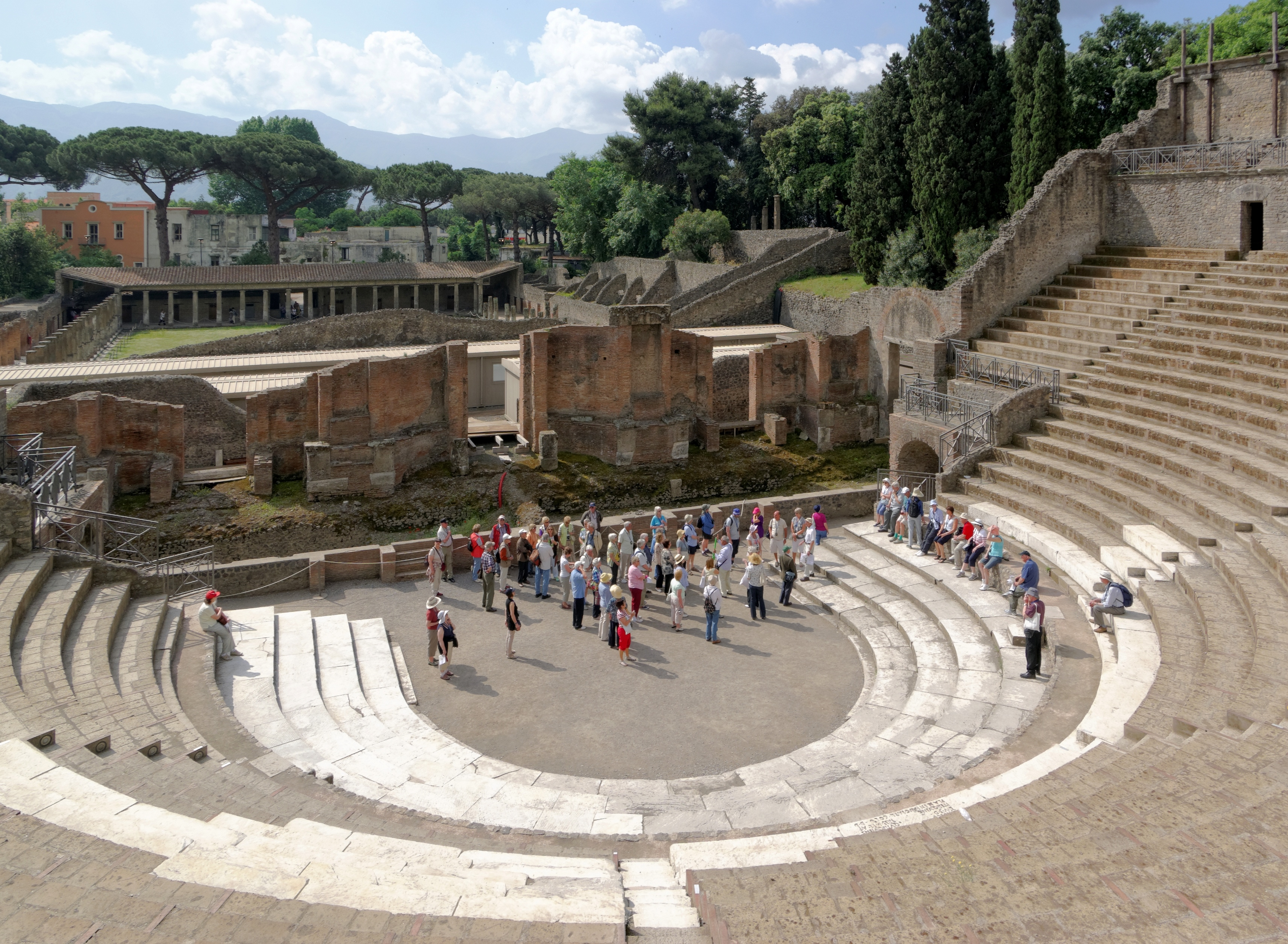
A nagy színház

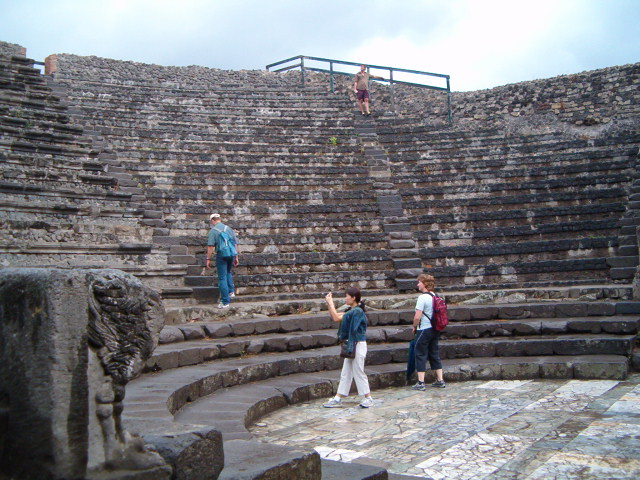
A kis színház

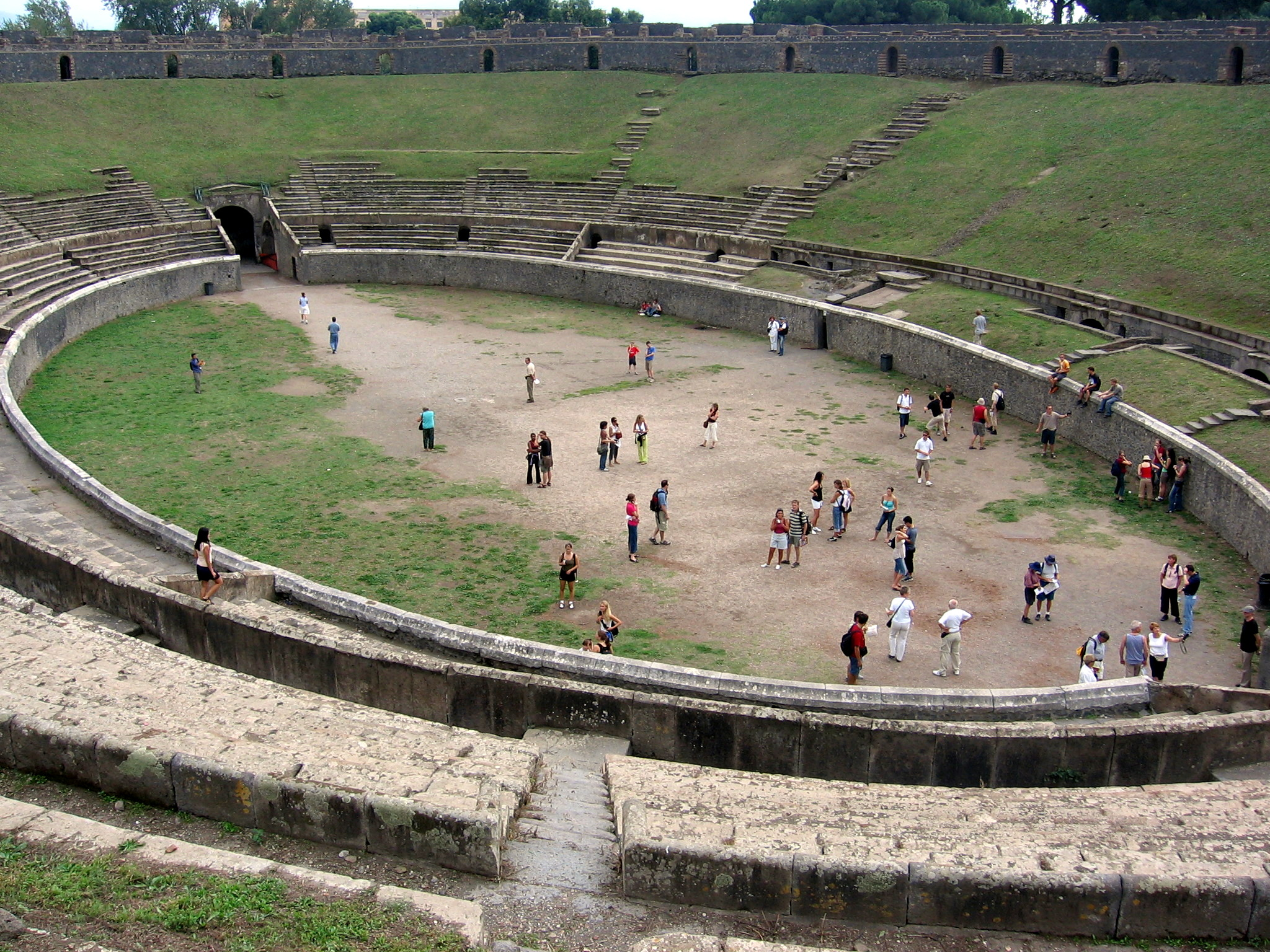
Az amfiteátrum

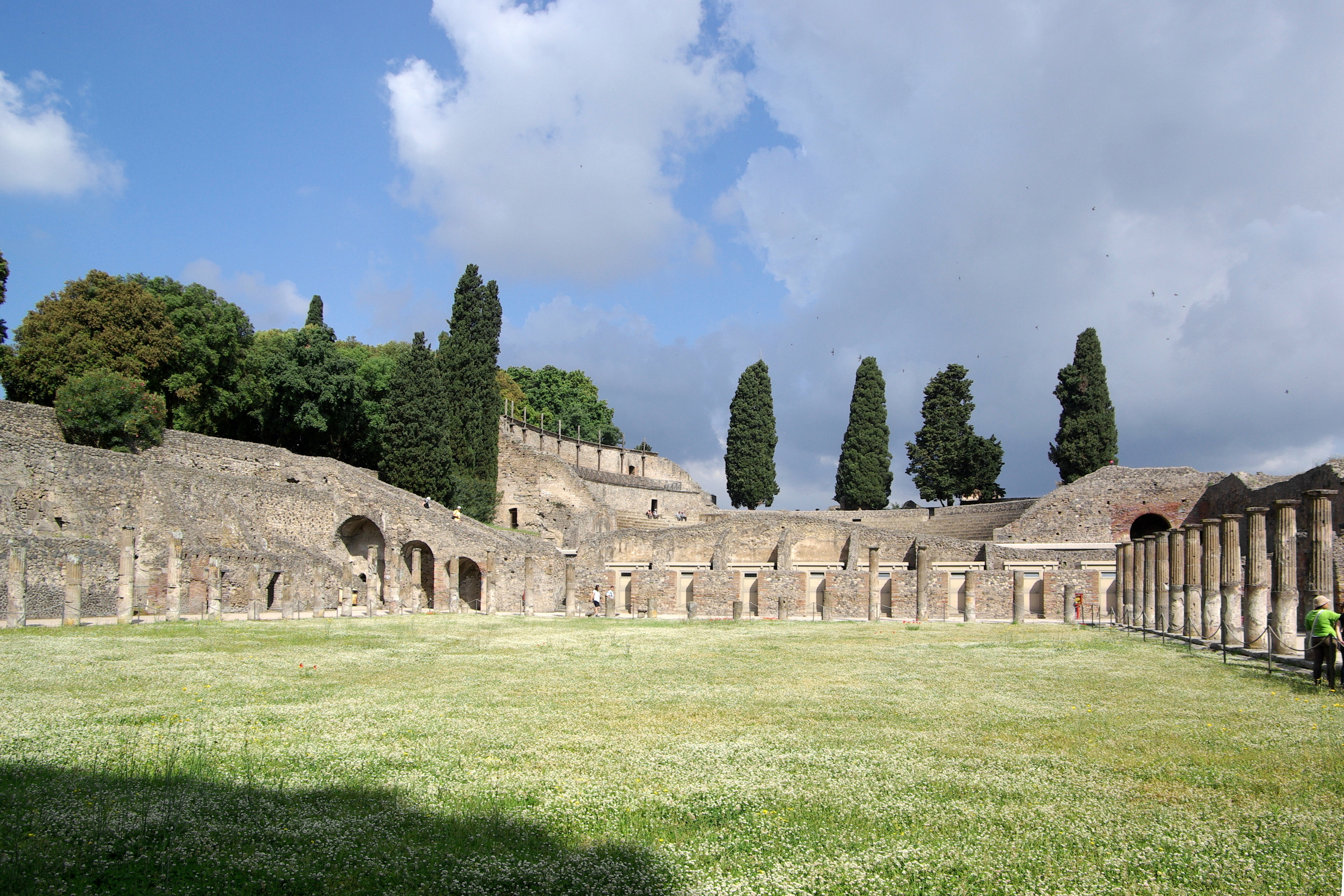
A nagy palaisztra

Pompeiiben, mint minden római városban, a közfürdők mellett számos más intézmény szolgálta a polgárok szórakoztatását és pihenését. A településen a legfőbb „szórakoztató negyed” a háromszögletű fórum mellett alakult ki, a város déli oldalán. Itt találjuk a nagy- és kis színházat, valamint a szamnisz palaisztrát. Az amfiteátrum és a nagy palaisztra a város keleti végében található.
- A nagy színház a Kr. e. 2. században épült egy természetes lejtőn, amely kedvezett a cavea (széksorok) kialakításának. A patkó alakú cavea három részre volt tagolva: az alsó rész (ima cavea), amelyet márvánnyal borítottak, a városvezetőség számára volt fenntartva; a felső széksorok valamint a páholyok később épültek a város polgárai számára. Augustus császár idejében a színház kb. 5000 személyes volt. A színpadot a 62-es földrengés után újjáépítették, ugyanekkor kapta márványborítását és díszítéseit. A leggyakrabban Terentius és Plautus műveit játszották, valamint az Atellanaet (népszerű oszk nyelvű humoros színdarab).[44]
- A kis színházat elsősorban zenei darabok és költői felolvasások céljára használták. Kr. e. 80 körül épült. Az itt talált feliratok szerint a színháznak teteje is volt, ami fantasztikus akusztikát kölcsönzött az épületnek. Az alsó széksorokat (ima cavea) griffekkel díszített párkány választotta el a felsőbb széksoroktól (media cavea).[44]
- A színházak quadriporticusa egykoron a két színházat összekötő hatalmas előcsarnok volt. Már Vitruvius De architectura művében leírja, hogy az egymás melletti görög színházaknak közös előterük volt, ahol szünetben a különböző előadásokat megtekintő polgárok találkozhattak. Ugyanakkor a közönség ide menekülhetett az eső elől is. Az itt talált gladiátorleletek alapján azt feltételezik, hogy a város utolsó éveiben fegyverarzenálként szolgált.[44]
- Az amfiteátrum 70-ben épült, és egyike a legjobban megőrzött római amfiteátrumoknak. Körülbelül 20 000 néző befogadására volt képes. Az auditóriumot három részre osztották, akárcsak a színházak esetében: az első sorokban (ima cavea) a város legtehetősebb polgárai ülhettek. Tűző nap esetén a nézőteret hatalmas ponyva, a velarium fedte be. Az épületet gladiátorviadalokra használták. A résztvevők a főtengely két végében található kapukon keresztül juthattak a küzdőtérre. Bevált szokás volt, hogy míg az egyik kapun a gladiátorok a harctérre léptek, addig a másikon keresztül távolították el a halottakat. 59-ben heves verekedés tört ki Pompeii és Nuceria „szurkolói” között, ami miatt a játékok rendezését tíz évre felfüggesztették. A verekedés kitörésének oka talán az volt, hogy Pompeii lakossága nem nézte jó szemmel Nuceria római coloniává való avatását, aminek következtében területeket csatoltak el Pompeiitől.[45]
- A nagy palaisztra hatalmas, négyszögletű építmény volt, közepén medencével. Elsősorban a császári propaganda által támogatott fiatalság számára volt gyakorlótér, főként sportversenyeket tartottak itt, de ugyanezen a helyen képezték ki a város fiatal katonáit.
- A szamniszi palaisztra jóval kisebb volt az előzőnél. A Kr. e. 2. században épült Ízisz temploma mögött. Az oszkok uralkodása idején kisebb sportvetélkedőket szerveztek Pompeii fiatalsága számára, később gyűlések rendezésére használták.

## Az ásatások dokumentálása
A kutatásokat jelentősen nehezíti, hogy a Fiorelliék ideje előtti dokumentáció elégtelenül lett összeállítva, rendszertelen volt, és nagy részben csak rajzokat tartalmazott. Gondot jelent az is, hogy a korábbi dokumentációk manapság csak nagyon nehezen elérhető forrásmunkákban találhatók meg. Az 1760-as évektől nemcsak freskókat, hanem teljes falakat léptékhűen és nagyon gondosan dokumentáltak. Sajnos ezek a munkákat, így például a Diomédész-villát ábrázoló metszeteket soha sem publikálták.
A 19. század húszas éveitől kezdve a síremlékek dokumentálásával is foglalkozni kezdtek. Mivel mára sok sírlelet (főként falfestmény) hamisítványnak bizonyult vagy teljesen elveszett, ezek a pontos dokumentációk nagyon fontos források a mai tudomány számára. A városnak egy 1806-ból származó, 1 : 48 léptékű, befejezett parafamodellje, amely többek között az összes festőművészeti leletet, faldíszítést is szemlélteti, ma felbecsülhetetlen értékű. Az írott régészeti dokumentáció alkalmazása és az első rendszeres közlemények kiadása, a Giornale degli Scavi di Pompei (1868–1879) révén a dokumentálás tudományos jelleget öltött. Fiorelli alatt az új módszert, a fényképezést is bevezették a síremlékek dokumentálására.
A régi térképek még napjainkban is fontos segédeszközök a régészek számára, amikor azóta elpusztult leleteket, vagy hamisítványokat próbálnak azonosítani. Már Francesco La Vega is rajzolt egy térképet, amely a város teljes felületének ábrázolásánál ugyan hibás, de a részleteket pontosan visszaadja. Ugyanez érvényes Francesco Piranesi várostérképére is, amely hosszú ideig az egyetlen volt, amelyet meg lehetett vásárolni. 1785 és 1793 között három különböző kiadásban adták ki. Az 1820-as években létrehozott, földrajzilag pontos térképeket nem publikálták. Ehhez a várost 1:3000 léptékben ábrázoló térképhez részletes leírás is készült. 1885-ben Giacomo Tascone, Fiorelli indítványozására, megalkotott egy új, pontos, 1:1000 léptékű térképet. Ez utóbbi a mai napig az új térképek zömének alapját képezi. Légifényképezéssel készült egy további 1:1000 léptékű térkép, a Corpus Topographicum Pompeianum, amely mostanáig csak részben volt elérhető a nyilvánosság számára.

## Hatása a művészetekre

### Építészet

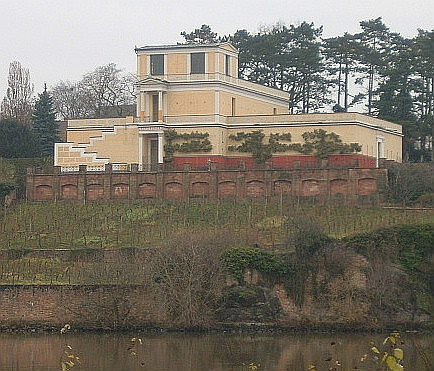
A Pompejanum Aschaffenburgban

Az építészetben Pompeii csak ritkán szolgált példaképül. Egyetlen nagy kivétel a Friedrich von Gartner által épített Pompejanum Aschaffenburgban: ez a Dioszkuroszok házából merített ihletet. A pompeii építmények egyes darabjait más épületekbe is beépítették, mint például az elpusztított párizsi Palais de Prince Napoléonba.
Az építészetben jóval gyakrabban utánozták a belső térkialakítást és díszítéseket. Előkelő palotákban pompeii szoba létesítése egészen a 19. század közepéig divatban volt. A londoni Kristálypalotában létesített Pompeii Udvar (Pompeian Court) inkább egy eszményi építmény, mintsem a pompeii építészet újraalkotása.

### Képzőművészet

Karl Pavlovics Brjullov: Pompeii utolsó napjai (festmény, 1827–33)

A képzőművészeti megjelenítést nehezítette a Bourbon-ház uralkodásának idején életben volt korlátozás, amely nem engedélyezte a leletek festészeti, grafikai ábrázolását. Emellett szabályozva volt a látogatók száma is. Természetesen kivételek is léteznek: Pietro Fabris a brit nagykövet, William Hamilton úti beszámolójához rajzokat készített a romvárosról. Giovanni Battista Piranesi halála előtt 1778-ban a városról rajzolt térképét és skicceit, fia Francesco hozta nyilvánosságra, 1804-ben. A 18. század vége felé Louis Jean Desprez és Philipp Hackert indítványozására színes leporellók készültek kisebb sorozatokban az ásatások látogatói számára.
François Mazoi több éven keresztül dolgozott Pompeii monumentális leírásán, amely mindenekelőtt az építészeti elemeket vette figyelembe és amelyet 1838-ig négy kötetben adtak ki. A 19. század második felében megjelentek a piacon az első képsorozatok – így például a Brogi és Alinari kiadóktól. Az idő haladtával az ábrázolásmód egyre inkább megváltozott az egyes leletek festői ábrázolásától a dokumentációig és az ókori életmód részbeni újraalkotásáig. Ezek közül kiemelkedő példa a tizenegy kötetes Pompeii, Pitture e Mosaici és a német projekt, Házak Pompeiiben, amely a város frissen kiásott részeit részletesen ábrázolta.
A festőművészetben Pompeii mint téma, kevés kivételtől eltekintve, csak a 19. században tűnt fel. Különösen nagy hatása volt az orosz Karl Pavlovics Brjullov Pompeii utolsó napja című festményének (1827–1833), amelyet nagy sikerrel több városban is kiállítottak. A kép családdrámaként jött létre, nemcsak az intenzív ábrázolásának köszönhetően hat, hanem a régészeti leletek részletes és pontos bemutatása által is. A kép hatása annyira nagy volt, hogy laterna magicának is ihletet nyújtott. A kép Edward George Bulwer-Lytton regényét is megihlette.
Későbbi festők, mint Théodore Chassériau, történeti jelenetek színfalaként használták Pompeiit. Az elterjedő fénykép mind művészi, mind dokumentációs szempontból jelentős volt Pompeii számára.

### Film
Az új médium, a film nem sokkal megszületése után már Pompeii témájához fordult. Legelőször 1898-ban forgattak Pompeiiben, amikor a fórumon egy táncelőadást filmeztek ( Neapolitan Dance at the Ancient Forum of Pompeii). Egy további felvétel 1900-ban készült, amikor Robert W. Paul Pompeii végzetének első verzióját filmesítette meg (The Last Days of Pompeii). További forgatások következtek, gyakran a Bulwer-Lytton regényének mintájára (1906, 1908, 1913, 1935-ben Ernest B. Schoedsack trükkspecialista rendezésében, valamint 1950-ben és 1962-ben Merian C. Cooper vezetésével). Különösen népszerűek voltak Mario Bonnar, Sergio Leone és Steve Reeves, Christine Kaufmann és Fernando Rey filmjei 1959-ből, valamint az amerikai ABC adó rövid filmsorozata Peter R. Hunt rendezésében, 1954-ből. Ez utóbbi a Bulwer-Lytton-regény részletes újraalkotása figyelemreméltó szereposztással. Más alkalmakkor Pompeii csupán egy ismert díszletként szolgált kedvelt cselekményekhez, ez esetben sem hozzá, sem az irodalmi mintához nem kapcsolódott az illető film – így például a Joe D’Amato műhelyéből kikerült Warrior Queen (1987), illetve néhány vígjáték. A lengyel rendező, Roman Polański tervezte Pompeii végzetének forgatását Robert Harris regénye alapján.
A pszichedelikus rockzene és az ókori háttér különös találkozása valósult meg 1971-ben, amikor a Pink Floyd rockegyüttes Pompeii romjai között készített koncertfilmet („ Live at Pompeii” címmel).

## Jelentősége, jelene és jövője
A ma 66 hektárt felölelő, felásott terület a világ legnagyobb ismert összefüggő romvárosa. Állagának megőrzése napjainkban a régészek számára látszólag megoldhatatlan problémákat vet fel. Számos épülete rossz, összeomláshoz közeli állapotban van. A romok megmentése csak nemzetközi együttműködés révén lehetséges. Az olasz állam is reagált a helyzetre, és Pompeii igazgatásának nagy önállóságot és anyagi autonómiát biztosított. 1997-ben Pompeii az UNESCO világörökség listájára is felkerült. A régészek, kutatók, restaurátorok legfontosabb feladata a város romlását megelőzni és a várost a romokat látogató nyilvánosságtól megóvni. Sok erőfeszítés ellenére ez utóbbi probléma még megoldásra vár, így nagy része a közönség elől el van zárva. Évente több mint kétmillióan látogatják meg a várost, a környéken a turizmus jelentős gazdasági tényezőnek számít.